# Holocaustleugnung

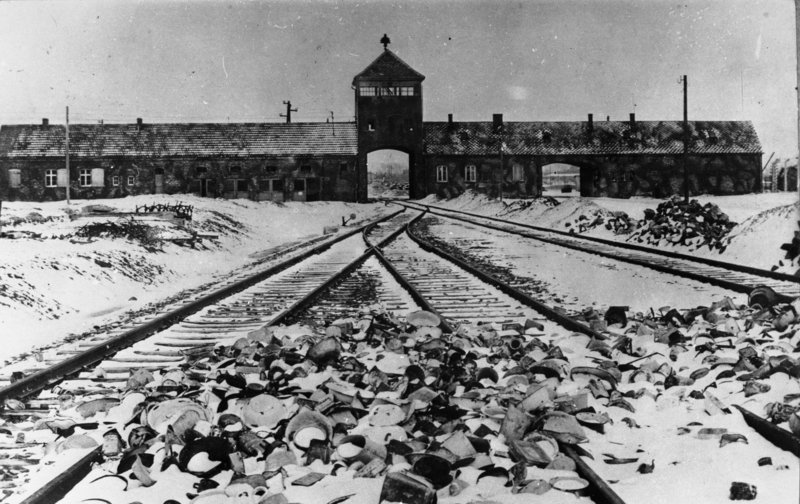
Ein Mahnbild des Holocaust: Foto vom Torhaus des KZ Auschwitz-Birkenau, Blick von innen nach der Befreiung durch die Rote Armee am 27. Januar 1945. Aufnahme Stanisław Mucha

Als Holocaustleugnung bezeichnet man das Abstreiten oder weitgehende Verharmlosen des nationalsozialistischen Völkermords an den europäischen Juden. Holocaustleugner prägten dafür den Ausdruck „Auschwitzlüge“, der zum Synonym für ihre Leugnung wurde. Dabei steht der Name des größten Vernichtungslagers Auschwitz für den gesamten Holocaust.
Entgegen den gesicherten historischen Fakten behaupten die Leugner, die vom NS-Regime geplante und systematisch durchgeführte, auf Ausrottung zielende Ermordung von etwa sechs Millionen Juden habe nicht stattgefunden. Höchstens einige hunderttausend Juden seien im Zweiten Weltkrieg als Kriegsgegner getötet worden oder an zufälligen Kriegsumständen, etwa Seuchen, gestorben. Zugleich bestreiten oder verschweigen die Leugner auch den Genozid an den Roma (Porajmos).
Holocaustleugnung ist seit 1945 fester Bestandteil rechtsextremer Ideologien und eng mit dem Antisemitismus und einem auf die NS-Zeit bezogenen Geschichtsrevisionismus verbunden. Einige französische Vertreter des Negationismus waren ursprünglich linksgerichtet. Sie vertreten wie die Islamisten einen radikalen, antisemitischen Antizionismus. Die Leugner nennen sich „Revisionisten“ und geben ihre Texte als Forschungsbeiträge aus, präsentieren aber pseudowissenschaftliche Geschichtsfälschung im Dienst von Hasspropaganda gegen Holocaustopfer und deren Nachfahren. Sie haben sich seit den 1970er Jahren zunehmend vernetzt und betreiben auch internationale Propagandakampagnen.
Die Neue Rechte betreibt eine Relativierung des Holocaust, die sich mancher Methoden und Argumente der Leugner bedient. Beide stützen sich mitunter gegenseitig, um eine Deutungshoheit über die NS-Vergangenheit zu gewinnen. Neurechte Autoren verschaffen rechtsextremer Scheinrationalität Respekt, indem sie die Grenzen zwischen Fakten und Fiktion verwischen.
Die Holocaustforschung lehnt ergebnisoffene Debatten mit Leugnern über deren evident falsche Behauptungen ab, um diese nicht zu Forschungsbeiträgen aufzuwerten. Sie tritt ihnen mit Aufklärung über die Tatsachen entgegen.
In Israel und den meisten Staaten Europas, darunter allen deutschsprachigen, ist Holocaustleugnung ein strafbarer Tatbestand. Die jeweilige staatliche Rechtslage beschreibt der Artikel Gesetze gegen Holocaustleugnung, holocaustleugnende Personen findet man in der Liste von Holocaustleugnern.

## Motive und Ziele

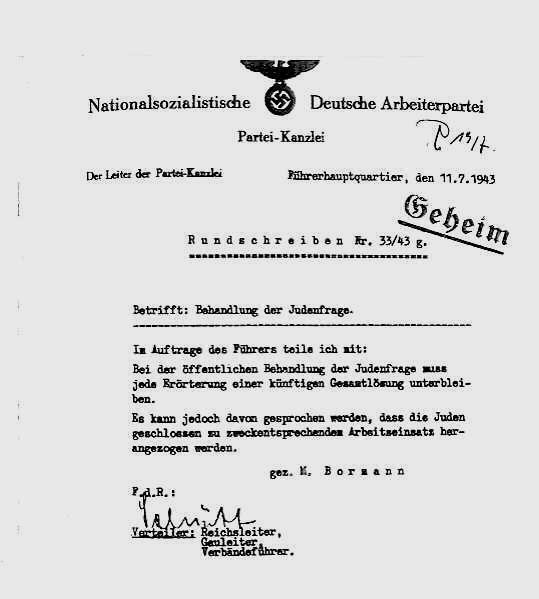
Befehl Hitlers zur Geheimhaltung des Holocaust, 11. Juli 1943

Schon während des Holocaust selbst begannen die Täter das Verbrechen zu verbergen, um es später abstreiten zu können. Ab 1942 ließ das NS-Regime gezielt die Beweise dafür vernichten, um die Täter zu decken und mit den Opfern auch die Erinnerung an sie auszulöschen. Zudem befahl und benutzte es eine Tarnsprache, etwa „Evakuierung“ für Deportation, „Sonderbehandlung“ für Ermordung und „Endlösung“ für die Vernichtung aller erreichbaren europäischen Juden. Nachdem die deutsche Wehrmacht 1943 in die Defensive geraten war, befürchtete das NS-Regime, dass vorrückende sowjetische Truppen bald Beweise für die nationalsozialistischen Massenmorde finden würden. Daher ließ das Regime ab Juni 1943 bei der großangelegten „Sonderaktion 1005“ Massengräber in der Sowjetunion ausheben, die Leichen verbrennen und ihre Asche abtransportieren. Massenmordbefehle wurden oft nur mündlich erteilt, Schriftdokumente dazu auf Befehl des NS-Regimes zielgerichtet zerstört. Ab November 1944 wurden die Krematorien und Gaskammern im KZ Auschwitz-Birkenau zerstört. Diese Maßnahmen erschwerten die Rekonstruktion der NS-Verbrechen und die Bestrafung der Täter nach dem Krieg.
Laut dem Holocaustüberlebenden Primo Levi verhöhnte ein Sprecher der Waffen-SS die Häftlinge eines Vernichtungslagers wie folgt:

„Wie auch immer der Krieg enden mag, wir haben jedenfalls den Krieg gegen euch gewonnen; keiner von euch wird übrig bleiben, um davon Zeugnis abzulegen; aber selbst wenn jemand übrigbleiben sollte, dann würde die Welt ihm nicht glauben. Es wird vielleicht Verdächtigungen geben, Diskussionen, historische Forschungen, doch es wird keine Gewissheit geben, denn wir vernichten das Beweismaterial zusammen mit euch. Und selbst wenn hier und da Beweise da sein und einige von euch überleben sollten, wird man sagen, dass die Geschehnisse, die ihr beschreibt, zu monströs sind, als dass man sie glauben könnte. Man wird sagen, dass es sich um Übertreibungen der alliierten Propaganda handelt, und man wird uns glauben, da wir alles abstreiten werden. Wir werden diejenigen sein, die die Geschichte der Lager diktieren.“

Die meisten Leugner haben die Zeit des Nationalsozialismus nicht erlebt, vertreten aber ähnliche oder gleiche Ideologien. Ihr gemeinsames Merkmal ist der Antisemitismus. Laut Historikern und Erziehungswissenschaftlern in den USA sind ihre Hauptziele: die öffentliche Sympathie für Juden zu verringern, ihren eigenen extremen Ideen Zustimmung und Legitimität zu verschaffen, Rassentheorien der „arischen Rasse“ zu rehabilitieren, den Staat Israel zu zerstören. Neonazis bekennen sich offen dazu, dass sie den Holocaust leugnen, um den Nationalsozialismus politisch wieder zustimmungsfähig zu machen.
Holocaustleugnung ist nicht zwangsläufig rechtsextrem, kann aber nur mit klassischen antisemitischen Stereotypen und Verschwörungstheorien argumentieren. Sie beruht auf der Fiktion eines „Weltjudentums“, das einen weltweiten Geschichtsschwindel inszeniert habe und ihn aufrechterhalte, um seine finstere Agenda umzusetzen. Einige Leugner behaupten, Juden hätten den Holocaust selbst geplant und gelenkt, um Reparationen zu erwirken und westliche Unterstützung für Israel zu verstärken. Antisemitische Verschwörungstheorien, Pseudowissenschaft, Geschichtsrevisionismus und Extremismus gehören zu jeder Variante der Leugnung. Viele Leugner beziehen sich auf die antisemitische Hetzschrift „Protokolle der Weisen von Zion“ von 1918.
In Herkunftsländern der Täter, etwa Deutschland und Österreich, geht es den Holocaustleugnern um Schuldabwehr und Schuldumkehr. Dazu behaupten sie, Juden hätten ihre eigene Vernichtung herbeigeführt oder erfunden, um die Welt moralisch zu erpressen und finanziell auszubeuten. Sie benutzten den Holocaust für politische Vorteile, tabuisierten Kritik daran und verursachten so den Antisemitismus selbst. Diese Stereotype passen altbekannte Bilder, wie dass „der Jude“ ein „raffgieriger Parasit“ und „gerissener Lügner“ sei, an die aktuelle Lage an. Besonders deutsche Rechtsextremisten vertreten einen rückwärtsgewandten, aggressiven Nationalismus. Sie betrachten die NS-Verbrechen als Hindernis für „deutsche Identität“ und Nationalstolz, entschuldigen ihre Täter, Wegbereiter und Helfer. Sie bestreiten Ausmaß und Besonderheiten des Holocaust, um Reparationen zu beenden und ehemalige Ostgebiete des Deutschen Reiches zu beanspruchen.
Die Holocaustrelativierung setzt den Holocaust mit anderen Massenverbrechen oder Massensterben gleich, um eine moralische Gleichwertigkeit zu behaupten. Die Alliierten hätten die Singularität des Holocaust konstruiert, um von eigenen Verbrechen abzulenken und Kritik daran zu tabuisieren. Wie die nationalsozialistische Propaganda erfinden oder übertreiben rechtsextreme Holocaustrelativierer alliierte Kriegsverbrechen und Massenmorde. Zur Aufrechnung und Schuldumkehr bezeichnen sie die Luftangriffe auf Dresden als „Bombenholocaust“ an den Deutschen und halten dazu an historisch widerlegten, weit überhöhten Opferzahlen fest. Sie sprechen von einer „Siegerjustiz“ nach 1945, bestreiten die Rechtmäßigkeit aller NS-Prozesse und der eigenen Strafverfolgung. Sie unterstellen, dass ihre Gegner eine immerwährende Kollektivschuld der Deutschen vertreten, die nur durch das Bestreiten des Holocaust abzuschütteln sei. Sie behaupten, bei der Erinnerungskultur zu den NS-Verbrechen handle es sich um einen „Schuldkult“, den die Alliierten den Deutschen aufgezwungen hätten, um ihr Selbstbewusstsein dauerhaft zu schwächen, andere Staaten vor ihnen zu ängstigen und sie besser beherrschen zu können. Wer dann an den Holocaust erinnert, erscheint als „Nestbeschmutzer“ mit einem gestörten Verhältnis zum eigenen Volk. Dahinter steht das von den Nationalsozialisten propagierte „gesunde Volksempfinden“, das nicht mit den Opfern fühlt, auch nicht den deutschen Juden darunter, und keine kritische Distanz zu den Tätern aufbringt.
Verdrängung der NS-Zeit, „Schlussstrich“-Mentalität und Erinnerungsabwehr begünstigen dies. Umfang und Durchführung des Holocaust waren so außerordentlich, dass für viele unvorstellbar bleibt, dass Menschen dazu fähig waren. Dieses psychologische Motiv schließt an Schutzbehauptungen vieler Deutscher nach 1945 an, wie etwa die Phrase „Davon haben wir nichts gewusst“, und bestimmt auch spätere Generationen mit geringer Kenntnis der NS-Zeit. Nach einer globalen Studie der Anti-Defamation League von 2013 und 2014 kannten nur 54 Prozent der Befragten den Begriff Holocaust. Davon bezweifelte knapp ein Drittel, dass er tatsächlich geschehen ist.
Viele Leugner folgen einem antizionistischen Argumentationsmuster: Die siegreiche Anti-Hitler-Koalition des Zweiten Weltkriegs sei von Juden gelenkt worden und habe den Holocaust erfunden, um den Staat Israel zu schaffen. Dieser propagiere den Holocaust, um seine (angeblichen) Eroberungs- und Vernichtungsziele im Nahen Osten zu rechtfertigen. Sie bestreiten damit das Existenzrecht Israels als eines zum Schutz von Holocaustüberlebenden gegründeten Staates. Der israelbezogene Antisemitismus ist auch in islamischen und arabischen Staaten verbreitet. Die Holocaustleugnungskonferenz in Teheran 2006 verschaffte der Leugnerszene staatlichen Rückhalt und internationale Beachtung. Sie zeigte, dass die Leugnung neue genozidale Verbrechen vorbereiten soll, nämlich die Auslöschung der in Israel lebenden Juden. Das Leugnen, Verharmlosen und Relativieren des Holocaust gilt daher heute nicht mehr als relativ unbedeutende Randerscheinung, sondern als aktuelle Bedrohung derselben Opfergruppe, auf die der Holocaust zielte.
Für die Vergleichende Völkermordforschung ist die Leugnung wie das Beseitigen von Beweisen integraler Bestandteil des Völkermordverlaufs. Sie begleitet das Verbrechen und setzt es fort, indem sie zunächst den laufenden Genozid verdeckt und verlängern hilft, dann die Erinnerung der Opfer und Überlebenden bestreitet und ihnen so Anerkennung und Entschädigung verweigert. Gewinnt sie Einfluss auf das öffentliche Geschichtsbild, dann zerstört sie Gerechtigkeitsgefühl und Zukunftschancen der Lebenden. Sie beeinflusst also die langfristige Wirkung des Genozids. Gab es ihn nicht, so das Kalkül der Leugner, dann bedeutet das Fehlen der Ermordeten, dass es sie, ihre Kultur, ihren sozialen und ökonomischen Einfluss nie gegeben habe. So wollen sie den Überlebenden jede historische, kulturelle und soziale Verbindung zu den Ermordeten nehmen und den Aufschrei gegen den Antisemitismus revidieren, den der Holocaust bewirkte. Sie wollen Juden in der gesellschaftlichen Rolle festhalten, die ihnen die Mörder zuwiesen, und greifen sie erneut an, indem sie sich mit ihren Mördern solidarisieren. „Jede Leugnung des Holocaust enthält eine Aufforderung, ihn zu wiederholen“.

## Zentrale Behauptungen
Holocaustleugner bestreiten vor allem:
- das Vorhaben Adolf Hitlers und des NS-Regimes, alle europäischen Juden auszurotten: Es sei den Nationalsozialisten immer nur um Deportation der Juden gegangen;
- die Existenz eigens für Massenmorde in Vernichtungslagern gebauter Gaskammern;
- die Gesamtzahl von rund sechs Millionen im Holocaust ermordeten Juden: Es seien höchstens einige Hunderttausend getötet worden, weniger als Deutsche im alliierten Luftkrieg;
- die Beweise für die millionenfachen Massenmorde der Nationalsozialisten an Juden: Alle Dokumente dafür aus der Kriegszeit seien von den Alliierten nach dem Krieg fabriziert worden;
- die Legitimität des Staates Israel und der Reparationen: Juden hielten den erfundenen „Holocaust-Mythos“ aufrecht, um politische und finanzielle Unterstützung für Israel und sich selbst zu erhalten.[27]

Holocaustleugner betonen oft, dass sie nicht bestreiten, dass das NS-Regime bestimmte Gruppen verfolgte, darunter Juden. Sie räumen auch den Entzug von Bürgerrechten, die Existenz von Ghettos und KZs für Juden und Massensterben darin ein. Sie bestreiten jedoch gezielte, systematisch geplante und durchgeführte Massenmorde an Juden mit dem Ziel ihrer Ausrottung. Sie behaupten etwa, die Vernichtungslager seien nur Durchgangslager oder Arbeitslager gewesen, dort seien nur Regime- und Kriegsgegner interniert worden. Massensterben sei auf Seuchen und zufällige Kriegsfolgen zurückzuführen.

### Vernichtungsziel

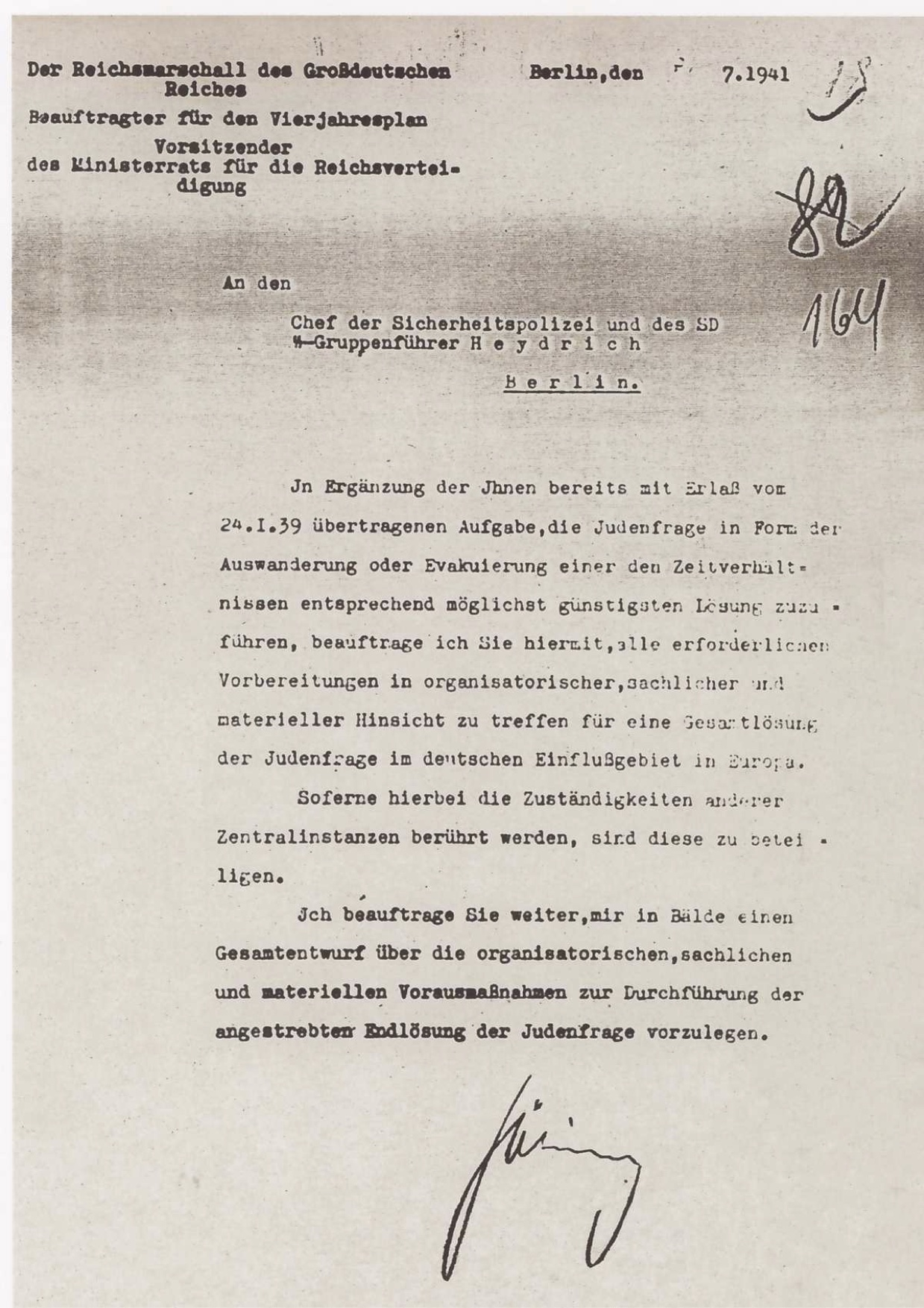
Auftrag Görings zur „Gesamtlösung der Judenfrage“, 31. Juli 1941

Aus der Tatsache, dass kein schriftlicher Befehl Hitlers zur Vernichtung aller europäischen Juden erhalten ist, folgern Leugner: 1. Es habe keine systematische Ausrottungspolitik gegen die Juden gegeben; 2. Hitler und andere Führungspersonen des NS-Regimes hätten diese Politik nicht maßgeblich verfolgt. Der Holocaustforscher Peter Longerich nennt diesen Trugschluss einen „simplen Taschenspielertrick“: „Demnach existiert nicht, was nicht in den Akten steht.“
In der Holocaustforschung besteht jedoch wegen der Fülle direkter und indirekter Belege Konsens über Hitlers zentrale Rolle („ohne Hitler kein Holocaust“): Er war eindeutig „der Motor und ständige Antreiber hinter der Radikalisierung der Judenverfolgung“ und nutzte seinen Handlungsspielraum als Diktator dazu. Zugleich war der Holocaust nur durch die Zu- und Mitarbeit vieler Machtgruppen und erheblicher Bevölkerungsteile möglich, so dass ein schriftlicher Holocaustbefehl Hitlers kein großer Erklärungsbeitrag für deren Zusammenwirken wäre. Die Fixierung der Leugner darauf spiegelt ihre falsche Annahme, der Holocaust sei allein von Hitler abhängig gewesen und an einem Einzeldatum beschlossen worden. Dabei ignorieren oder bestreiten sie die vielen Belege für den antisemitischen Vernichtungswillen der Haupttäter und deren kontinuierliche Berufung auf Hitlers Autorität.
Einige Belege für die NS-Vernichtungspolitik und Hitlers zentrale Rolle dabei sind:
- Am 30. Januar 1939 kündigte er erstmals die „Vernichtung der jüdischen Rasse in Europa“ im Fall eines neuen Weltkriegs an. Auf diese Drohung kam er ab 1942 immer wieder zurück.[32]
- Im Oktober 1939 befahl er den rassistischen Massenmord an Menschen mit Behinderung („Aktion T4“), der größtenteils mit Gas durchgeführt wurde und als organisatorischer „Probelauf“ des Holocaust gilt. Wohl wegen der Proteste dagegen gab Hitler dann keine schriftlichen Holocaustbefehle.[33]
- Hitlers Führererlasse vom 3. März und 13. Mai 1941 (Kommissarbefehl) ordneten an, das seit Dezember 1940 vorbereitete „Unternehmen Barbarossa“ als Vernichtungskrieg zu führen und sowjetische Führungseliten pauschal zu ermorden. Diese wurden mit Juden identifiziert.[34]
- Mit dem Überfall auf die Sowjetunion (22. Juni 1941) begannen die zuvor aufgestellten Einsatzgruppen der Sicherheitspolizei und des SD im „Sonderauftrag des Führers“ den Holocaust. Am 8. Juli 1941 befahl Heinrich Himmler, jeden Juden als Partisan anzusehen. Am 16. Juli verlangte Hitler, jeden widerständigen Sowjetbürger zu erschießen. Am 30. Juli befahl Himmler: „Sämtliche Juden müssen erschossen werden.“ Ab August erschossen die Einsatzgruppen demgemäß auch jüdische Frauen und Kinder. Mit regelmäßigen „Ereignismeldungen“, von denen viele erhalten sind, informierten sie Hitler befehlsgemäß über ihre Morde.[35]
- Am 12. Dezember 1941, einen Tag nach der Kriegserklärung Deutschlands und Italiens an die Vereinigten Staaten, befahl Hitler, den laufenden Holocaust auf alle für die Nazis erreichbaren Juden Europas auszudehnen. Laut Joseph Goebbels erinnerte er dabei an seine Drohung vom 30. Januar 1939: „Er hat den Juden prophezeit, daß, wenn sie noch einmal einen Weltkrieg herbeiführen würden, sie dabei ihre Vernichtung erleben würden. Der Weltkrieg ist da, die Vernichtung des Judentums muß die notwendige Folge sein.“ Tagebuchnotizen von Alfred Rosenberg und Notizen Himmlers („Judenfrage: als Partisanen auszurotten“) über Hitlers Befehle bestätigen das. Demgemäß nahmen die Deportationen von Juden ab 1942 zu.[36]
- Mit der Wannseekonferenz vom 20. Januar 1942 beteiligte das NS-Regime fast alle Verwaltungsbehörden am Gesamtprogramm des Holocaust. Das erhaltene Protokoll davon belegt das Ziel, elf Millionen Juden Europas nach Osten zu deportieren und dort durch Zwangsarbeit oder direkt zu ermorden.[37]
- Nach Abschluss der „Aktion Reinhardt“ bezog sich Himmler in seinen Posener Reden am 4. und 6. Oktober 1943 auf Hitlers mündliche Befehle für diese Judenmorde und benannte deren Ausrottungsziel.
- Nach der verlorenen Schlacht von Stalingrad und dem Aufstand im Warschauer Ghetto verschärfte Hitler seine Vernichtungsrhetorik und verlangte etwa im April 1943, die ungarischen Juden wie Bazillen auszurotten.[38]
- Hitlers politisches Testament (29. April 1945) am Vortag seines Suizids bekräftigt seine Verantwortung für den Holocaust. Seine zentrale Rolle dabei ist daher historisch unumstritten.[39]

### Vernichtungsmethoden
Um die zahlreichen Dokumente für die systematische Mordabsicht des NS-Regimes unglaubwürdig zu machen, versuchen Leugner, die technische Unmöglichkeit der Massenmorde mit Gas zu beweisen. Weil die Gaskammern den Holocaust symbolisieren, bestreiten sie deren Existenz (so schon Paul Rassinier 1950) oder Zweck (so pseudowissenschaftliche Texte ab 1980):
- Sie seien erst nach dem Krieg erbaut worden, um den von den Siegern erfundenen Massenmord zu propagieren,
- sie hätten keine zur Vergasung nötige Lüftung und Abdichtung gehabt,
- sie seien Schutzbunker für von alliierten Bombenangriffen bedrohte Häftlinge gewesen,[41]
- sie seien nur zur Entlausung von KZ-Häftlingskleidung bestimmt gewesen,
- das Zyklon B habe nicht zum Töten von Menschen gereicht,
- es hätte bestimmte Spuren in den Gaskammerwänden hinterlassen müssen,
- die Krematorien seien viel zu klein zur massenhaften Verbrennung von Leichen gewesen,
- die erforderliche große Menge an Brennstoff (Koks) sei unbelegt,
- eine geringe Zahl von Typhusopfern sei zum Schutz vor einer Epidemie verbrannt worden,[42]
- ein Bordell und ein Schwimmbecken (tatsächlich ein Löschwasserbecken) auf dem Gelände von Auschwitz zeigten, dass es kein Todeslager gewesen sein könne.[43]

Der Leuchter-Report von 1988 sollte den Massenmordzweck der Gaskammern ausschließen. Fred A. Leuchter hatte unerlaubt einige Mauerbrocken vom Krematorium Auschwitz-Birkenau mitgenommen und deren Cyanid-Gehalt später von einem Labor messen lassen. Nur Proben von der Maueroberfläche und kontrollierte Direktmessungen wären aussagekräftig gewesen. Zudem ignorierte Leuchter, dass viel weniger Cyanidgas zum Töten von Menschen als von Läusen ausreicht, so dass seine Messung die Gasmorde eher bestätigte. Mehrere Experten widerlegten das Gutachten, darunter das forensische Institut in Krakau. Es hatte die zu erwartenden Rückstände in den Gaskammerruinen von Auschwitz-Birkenau schon 1945 nachgewiesen und bestätigte dies 1994 nochmals.
Das 1991 verfasste Rudolf-Gutachten behauptete, in diesen Mauerresten hätte sich wie in den Entlausungskammern Berliner Blau finden müssen. Weil es fehlte, sei Massenmord dort naturgesetzlich ausgeschlossen. Der Chemiker und Gerichtsgutachter Richard Green widerlegte es: Das Gas wurde fast vollständig eingeatmet und das Mauermaterial war ein anderes, so dass sich dort kein Berliner Blau bildete.
Der frühere Leugner Jean-Claude Pressac wollte die Gaskammern und Krematorien von Auschwitz widerlegen, doch die Akten der SS-Zentralbauleitung und ihre Übereinstimmung mit allen sonst verfügbaren Belegen überzeugten ihn vom Gegenteil. In zwei umfangreichen Werken (Auschwitz: Technique and Operation of the Gas Chambers, 1989; Les Crematoires d'Auschwitz, 1993, deutsch 1994) bewies er deren Entstehung, Bauweise und Gebrauch.
Der Auschwitzexperte Robert Jan van Pelt fasste in einem ausführlichen Gerichtsgutachten 1999 sämtliche Beweise „jenseits vernünftigen Zweifels“ für die Gaskammern und Krematorien zusammen:
- Die Dokumente der SS-Zentralbauleitung, die forensischen Messungen von Gasrückständen in den Ruinenwänden und die übereinstimmenden Zeugenaussagen bewiesen das Vorhandensein und den systematischen Gebrauch der Gaskammern in Auschwitz für Massenmord.
- Transportdokumente und eine Fülle übereinstimmender Zeugenaussagen bewiesen den Zweck des Lagers zur systematischen Massenvernichtung von Menschen.
- Alle verfügbaren Dokumente und Zeugenaussagen bewiesen die absichtliche Ermordung von rund 90 Prozent der dorthin deportierten Juden in jenen Gaskammern kurz nach ihrer Ankunft und schlossen andere, unbeabsichtigte und zufällige Todesursachen für sie aus.

Zudem wies van Pelt die gegenseitige Abhängigkeit der Leugner, ihre Irrtümer, Denkfehler, Fehldeutungen und absichtlichen Irreführungen nach.
Originaldokumente widerlegen jede der üblichen Falschbehauptungen:
- Die Gaskammern besaßen auf Bauplänen und Ruinen sichtbare Ventilationsschächte. Auf Lüftungsgittern, Haaren und Metallgegenständen von Opfern fand das forensische Institut Krakau im Dezember 1945 Cyanidrückstände.[50]
- Die fünf bis Juni 1943 fertiggestellten Krematorien konnten nach einem Brief von Karl Bischoff (Chef der Zentralbauleitung) insgesamt 4.756 Leichen pro Tag (142.680 im Monat) verbrennen. Der Brief ist keine sowjetische Fälschung, da er die überhöhte sowjetische Gesamtopferzahl für Auschwitz entkräftet.[51]
- Die Krematorien sollten zu mindestens vier Fünfteln ausgelastet werden. Wären sie für Epidemien bestimmt gewesen, hätten die Nazis darin monatlich bis zu 120.000 an Typhus gestorbene Lagerinsassen statt nach Auschwitz deportierte Juden verbrennen müssen.[52]
- Trotz Geheimhaltung wussten die beteiligten Bauarbeiter, dass die Gaskammern und Krematorien zum Massenmord dienen sollten.[53]
- Die Krematorien sollten mindestens 21 Stunden täglich laufen und viele Körper gleichzeitig verbrennen, um Energie zu sparen. Zeugenaussagen bestätigen, dass dies geschah.[54]
- Bei Überlastung wurden zusätzlich Leichen in offenen Gruben verbrannt, wie alliierte Luftfotografien und Aussagen von Beteiligten belegen.[55]

### Opferzahlen
Die Forschung hat seit 1990 osteuropäische Archivbestände einbezogen und alle verfügbaren Dokumente methodisch systematisch miteinander abgeglichen. Damit wurde die bis 1990 gültige Mindestschätzung von 5,3 Millionen jüdischen Holocaustopfern bestätigt und eine Höchstschätzung von mehr als sechs Millionen wahrscheinlich gemacht.
Leugner bestreiten diese gesicherte Gesamtschätzung traditionell mit Ausdrücken wie „6-Millionen-Lüge“, um sie sprachlich von vornherein unglaubwürdig zu machen. Dass es um Leugnung geht, zeigen auf den ganzen Holocaust bezogene Ausdrücke wie „Auschwitz-Lüge“, „Auschwitz-Mythos“ oder „Auschwitz-Schwindel“. Dabei berufen sie sich immer wieder auf dieselben erfundenen Belege. So behauptete die rechtsextreme Zeitschrift Die Anklage 1955 eine Gesamtzahl von 300.000 jüdischen Opfern und berief sich dazu auf das Internationale Komitee vom Roten Kreuz (IKRK). Die Boulevardzeitung Das grüne Blatt übernahm die Angabe in eine Auflistung aller Kriegsopfer. Auf Rückfragen räumte die Redaktion ein, die Falschangabe sei ungeprüft aus einer anderen Zeitung abgeschrieben worden. Das IKRK schrieb dem Institut für Zeitgeschichte (IfZ) am 17. August 1955, es habe weder diese noch irgendeine Gesamtzahl genannt. Man stelle keine Statistiken auf, verfüge nicht über die dazu nötigen Mittel und Methoden und besitze nur unvollständige Meldungen zu KZ-Häftlingen. 1965 beriefen sich Rechtsextreme für ihre Falschangabe erneut auf das Rote Kreuz. Daraufhin wies das IKRK in einem ausführlichen Brief an das IfZ die Falschangabe nochmals zurück. Alle großen Tageszeitungen und viele Lokalzeitungen druckten den Brief ab. Gleichwohl behauptete Heinz Roth 1973 ohne Beleg, die UNO habe nach dem Krieg nur 200.000 jüdische Kriegsopfer festgestellt. Solche Falschangaben werden fortgesetzt, damit sie als fester Quellenbestandteil erscheinen und ungeprüft übernommen werden.
Oft behaupten Leugner, die jüdische Weltbevölkerung sei nach dem Krieg gleich geblieben oder angestiegen. Der Weltalmanach von 1947/48 gab dazu fast dieselbe Zahl wie 1938 an, weil man noch keine neuen demographischen Daten erhoben hatte. Nach der aktualisierten und korrigierten Ausgabe von 1949 sank die jüdische Weltbevölkerung nach 1939 um rund 5,4 Millionen.
Im Anschluss an Walter N. Sanning (The Dissolution of Eastern European Jewry, 1983) behaupten Leugner oft, im Zugriffsbereich des NS-Regimes hätten viel weniger als sechs Millionen Juden gelebt. Die meisten deutschen Juden seien vor dem Krieg ausgewandert, die meisten osteuropäischen Juden seien ab 1941 ins entfernte Ostasien geflohen, von dort in andere Länder ausgewandert oder „verschollen“. Jedes Detail wurde anhand demographisch zuverlässiger Quellen widerlegt.
Für das KZ Auschwitz nannten nach Kriegsende aufgestellte sowjetische Gedenktafeln vier Millionen Opfer. Als die Gedenkstätte die Zahl gemäß Forschungsergebnissen von Franciszek Piper 1991 auf 1,1 Millionen (davon mindestens 900.000 Juden) korrigierte, deuteten die Leugner das als Beweis, dass auch die Gesamtopferzahl des Holocaust falsch sei und nur als politisches Dogma aufrechterhalten werde. Dabei hatten westliche Forscher nach 1945 weit niedrigere, oft annähernd richtige Schätzungen für Auschwitz vorgelegt und zudem die Opferzahlen anderer Massenmorde an Juden nach oben korrigiert, so dass die Gesamtopferzahl nahezu gleich blieb.
Leugner stützen sich auch auf unvollständige „Todesbücher“ der Lagerverwaltung von Auschwitz mit Jahreszahlen der gestorbenen Insassen und ihren Todesarten. Jedoch wurden die weitaus meisten nach Auschwitz deportierten Juden direkt nach ihrer Ankunft ermordet und nicht als Insassen registriert. Zudem vernichteten alle beteiligten deutschen Stellen auf Befehl Himmlers die Transportlisten und bewahrten keine Zahlen der in Gaskammern Ermordeten auf. Der Historiker Nachman Blumental addierte 1946 die nach Auschwitz Deportierten nach Einzelländern und schätzte sie realistisch auf 1,3 Millionen. Der Lagerkommandant Rudolf Höß korrigierte seine erste überhöhte Schätzung später; die Summe seiner Angaben (≈1,13 Millionen im Lager eingetroffene Juden) erwies Piper dann als richtig. Fehlende Lagerstatistiken hat die Holocaustforschung durch weitgehend erhaltene Deportationslisten aus den Herkunftsländern, Fahrpläne und Bestimmungsorte von Todeszügen ausgeglichen.

### Beweisdokumente
Der Holocaust gehört zu den am gründlichsten erforschten Ereignissen der Zeitgeschichte. Die Belege für das millionenfache Morden und Leiden sind überwältigend und bestens dokumentiert, etwa in der Quellensammlung Die Verfolgung und Ermordung der europäischen Juden durch das nationalsozialistische Deutschland 1933–1945. Zudem wurden die Belege in zahlreichen großen Gerichtsverfahren unter juristischen Bedingungen akribisch überprüft.
Die Leugner behaupten dagegen stets, es gebe keine Beweise dafür. Das erfordert eine umfassende Realitätsverweigerung: Sie ignorieren und verwerfen den weitaus größten Teil der historischen Belege, deuten sie manipulativ und selektiv um, stellen sie als gefälscht dar und erfinden angebliche Gegenbeweise. Sie folgen einem Deutungsschema, das vortäuschen soll, ihre Behauptungen seien faktenbasiert. Dabei stehen ihre Schlussfolgerungen vor jeder unvoreingenommenen empirischen Forschung schon fest: Der Holocaust könne unmöglich so stattgefunden haben, wie er historisch erwiesen ist. Dieses Vorurteil leitet ihren Umgang mit den Quellen:
- Jedes direkte Zeugnis eines Juden sei entweder erlogen oder erfunden.
- Jedes Zeugnis oder Dokument aus der NS-Zeit vor Kriegsende sei gefälscht oder nur ein Gerücht.
- Jede Quelle mit Informationen aus erster Hand für die Vernichtungsmethoden der Nationalsozialisten sei gefälscht oder manipuliert worden.
- Jedes nationalsozialistische Dokument, das den Holocaust in der üblichen Tarnsprache bezeugt, wird wörtlich genommen, unverblümte Sprache für die Morde dagegen wird umgedeutet.
- Zugleich wird versucht, abzulenken, indem jedes Zeugnis für Rassismus in alliierten Kriegsgefangenenlagern in schärfster Form aufgefasst wird.
- Jedes Zeugnis von NS-Tätern für den Holocaust seit Kriegsende, etwa in NS-Prozessen, wird aus Folter und Einschüchterung erklärt.
- Ein breites pseudotechnisches Material wird produziert, das die Unmöglichkeit der Massenvergasungen beweisen soll.
- Alles, was den Holocaust glaubwürdig erscheinen lässt und seine Entstehung erklärt, wird nicht anerkannt oder verfälscht.

Diese willkürliche Ausschließung und systematische kognitive Verzerrung der verfügbaren Quellen spiegelt die antisemitische und pro-nazistische Grundhaltung der Leugner und dient ihnen dazu, jede Beweisführung konsequent zu blockieren.
Anfangs fotografierten die NS-Täter auf Befehl Himmlers ihre Morde und die Folterungen an Häftlingen, um künftigen Generationen die „Ausrottung der jüdischen Rasse“ unter Hitler als Menschheitsdienst vorzuführen. Leugner wie Udo Walendy (Gefälschte Bilder, 1967) konzentrierten sich daher darauf, diese Täterfotografien als gefälscht darzustellen. John Ball versuchte 1988, alliierte Luftfotografien vom Lagerkomplex Auschwitz zu Gegenbeweisen umzudeuten. Leugner führen Leichenberge in befreiten Lagern auf Hunger oder Seuchen zurück, die alliierte Kriegführung verursacht habe. Sie stellen das Geständnis des Auschwitzkommandanten Rudolf Höß 1946 im Nürnberger Prozess regelmäßig als durch Folter erzwungen dar.
Weil das Tagebuch der Anne Frank den Holocaust aus seiner unpersönlichen Abstraktheit riss und das Geschichtsbewusstsein jüngerer Leser stark beeinflusste, bestreiten Neonazis und andere Rechtsextremisten seit Jahrzehnten seine Echtheit und versuchen, es als Fälschung ihres Vaters darzustellen. Indem sie einem weltweit bekannten Holocaustopfer die Glaubwürdigkeit zu entziehen versuchen, wollen sie die Realität jüdischen Leidens unter den Nationalsozialisten insgesamt als „Schwindel“ beweisen. Dass Historiker diese Behauptungen widerlegt und zurückgewiesen haben, erklären Leugner wiederum aus ihrer Abhängigkeit von ihren Geldgebern und aus Manipulation der öffentlichen Meinung mit verabredeten Lügen. Dahinter steht das antisemitische Stereotyp der jüdischen Medienkontrolle.

### Israel-bezogene Thesen
Immer wieder behaupten Leugner, der Staat Israel benutze den Holocaust zur moralischen und finanziellen Erpressung Deutschlands und der Welt. Oft übertreiben sie die tatsächlichen Reparationssummen (738 Millionen US-Dollar) maßlos und unterschlagen, dass diese nur für Holocaustüberlebende bestimmt waren, die sich in Israel ansiedelten. Hätte der israelische Staat damit Geld verdienen wollen, so hätte er ein Interesse an möglichst geringen Todesopferzahlen gehabt, um möglichst viele nach Israel geflohene Juden angeben zu können.
Der frühere Literaturprofessor Robert Faurisson formulierte 1980 in einem Radiointerview die Dogmen aller Negationisten: „Hitlers angebliche Gaskammern und der angebliche Genozid an den Juden bilden ein und dieselbe historische Lüge, die einen gigantischen politischen und finanziellen Betrug zugelassen hat. Ihre prinzipiellen Nutznießer sind der Staat Israel und der internationale Zionismus. Ihre prinzipiellen Opfer sind das deutsche Volk, mit Ausnahme seiner Führer, und das ganze Palästinenservolk.“
In vom Islam geprägten Staaten wird vielfach vertreten, dass die Juden über den Holocaust lügen, den es nie gegeben habe; falls doch, hätten sie ihn verübt; falls Hitler es war, sei er Werkzeug der angemessenen Strafe Allahs gewesen. Die antisemitische These, „die Juden“ hätten den Holocaust erfunden, wurde auch für intellektuelle und politische Führer der Sunniten und Schiiten attraktiv, weil sie die historischen und moralischen Grundlagen des Staates Israel radikal angreift.
Die Gleichsetzung des Zionismus mit dem Nationalsozialismus, von Israels Behandlung der Palästinenser mit Völkermord, leugnet den Holocaust indirekt, indem sie seine historische Realität grob verharmlost und verzerrt. Islamisten setzen „den Juden“ mit „dem Nazi“, also Holocaustopfer und ihre Nachfahren mit den Tätern gleich, projizieren eine Ausrottungspolitik auf sie und erlauben so, diese an ihnen zu vollziehen. Indem sie „die Juden“ mit der Ursache alles Bösen in der Welt identifizieren, machen sie ihre Tötung und die Holocaustleugnung zur religiösen Pflicht.

## Methoden

### Pseudowissenschaftliche Textproduktion
Die ersten Leugner waren Nationalsozialisten oder deren Helfer. Sie stellten Holocaustdokumenten nur eigene Erlebnisse aus der NS-Zeit entgegen und griffen hauptsächlich Holocaustüberlebende an. Ihre Augenzeugenberichte konnten nicht lange als „Belege“ oder „Quellen“ dienen. Daher beriefen sie sich zunehmend auf angebliche wissenschaftliche Experten, Doktoren und Professoren, obwohl diese durchweg keine Fachkompetenz besaßen. In einer Arbeitsteilung verfassen rechtsextreme Propagandisten pseudowissenschaftliche Schriften und halten in eigens gegründeten „Instituten“ Vorträge, Tagungen und Seminare, um einen wissenschaftlichen Diskurs vorzutäuschen. Neonazis verbreiten diese Texte und Argumente in ihren Staaten dann weiter. Besonders von Frankreich und den USA aus begann die Leugnerszene sich ab 1970 international auszubreiten und zu vernetzen.
In den 1980er Jahren bemühten sich die Leugner verstärkt, ihre Texte als „Forschung“ auszugeben und als seriösen, jedoch weithin unterdrückten Teil der Wissenschaft zu etablieren. Sie tarnen ihre Leugnung stets als legitime Zweifel am hegemonialen Geschichtsbild und appellieren an die Meinungs- und Redefreiheit, oft im Gestus des Tabubruchs mit der scheinnaiven Frage, warum diese Zweifel (angeblich) nicht erlaubt oder möglich seien. Ihre Aufsätze oder Bücher sind wie eine wissenschaftliche Arbeit mit Fußnoten und Zitaten gespickt, zitieren sich aber immer wieder gegenseitig, so dass ein selbstreferentielles System entsteht. Einige Leugner verwenden viele Pseudonyme, um zu verdecken, dass sie sich selbst zitieren. Sie schufen sich eine eigene „Sparte“ mit eigenen Verlagen, deren Bücher unter anderen Rubriken verkauft wurden, etwa in religiösen Buchläden. In eigenen Zeitschriften unter unverfänglichen Namen veröffentlichen sie ihre Texte oder lassen sich interviewen. Sie verkaufen Tonaufnahmen ihrer Vorträge und senden diese kostenlos an öffentliche Bibliotheken.

### Internetnutzung
Seit 1990 wurde das World Wide Web zum wichtigsten Medium der Leugner, zuerst in den USA. Bestimmte, auf Auslandsservern angelegte Webseiten verbreiten in einigen Staaten verbotene Schriften und unterlaufen so deren Gesetze. Vor 2000 erschienen Leugnerseiten bei der Suche nach Begriffen wie „KZ Auschwitz“, „Gaskammer“, „Judenvernichtung“, „Vergasung“ oder „Wannseekonferenz“ in gängigen Suchmaschinen auf oberen Plätzen, wie die Bundesprüfstelle für jugendgefährdende Medien (BPjM) 1999 nachwies. Daraufhin wurden die Suchmuster bei deutschen Suchmaschinen umgestellt. Über das Internet haben sich Leugner und andere Hassgruppen vernetzt, verlinken gegenseitig ihre Materialien und verabreden gemeinsames Vorgehen. Dadurch verstärkte sich die Resonanzwirkung der Holocaustleugner gegenüber den 1990er Jahren erheblich.
Die Facebook-Richtlinien kategorisierten Leugnung als Aussagen zu historischen Ereignissen, nicht als Hassrede und Bedrohung. Gründer Mark Zuckerberg lehnte das Sperren von Leugnern und Leugnerseiten bis 2019 wiederholt ab: Irren könne sich jeder, und er glaube nicht, dass sie sich „absichtlich irren“. Dem widersprach entschieden Holocaustforscherin Deborah Lipstadt: Holocaustleugnung beruhe auf einem solch robusten Satz unlogischer Unwahrheiten, dass sie nur mit Absicht möglich sei. Sie nicht auszuschließen bedeute, offenzulassen, dass Leugner vielleicht Recht hätten: Das sei in Medien mit der Reichweite von Facebook völlig unverantwortlich. Auch die Anti Defamation League betonte Facebooks Pflicht, seinen Benutzern kein Verbreiten von Holocaustleugnung zu ermöglichen. Am 12. Oktober 2020 verbot Facebook jedes Leugnen oder Verzerren des Holocaust auf seinen Seiten und kündigte an, solche Inhalte zu entfernen. Der Kurswechsel wurde mit dem weltweiten Anwachsen des Antisemitismus, seinen gewaltsamen Folgen und der Unkenntnis über den Holocaust begründet.
Im Mai 2024 überflutete der Chatbot Grok von Elon Musks Firma xAI die Plattform X mit dem rechtsextremen Verschwörungsmythos eines „weißen Genozids“ in Südafrika. Dann bezweifelte Grok auf Nachfrage die historisch ermittelten Opferzahlen des Holocaust wegen angeblich fehlender Primärbeweise. Nach Protesten führte der Bot die Zweifel auf eine „unbefugte Änderung“ seiner Programmierung durch einen „abtrünnigen Mitarbeiter“ von xAI zurück, die die Firma noch am selben Tag korrigiert habe. Diese versprach, die System-Prompts von Grok zeitnah zu aktualisieren und auf der Softwareentwicklungsplattform GitHub zu veröffentlichen.
Seit 1. Januar 2021 ist Holocaustleugnung im deutschen Recht unter bestimmten Bedingungen auch dann strafbar, wenn die Tat vorgeblich oder wirklich im Ausland begangen wurde. Die Gesetzesänderung passte die Gesetzeslage der Realität an, dass strafbare Inhalte nicht mehr vorrangig auf Papier, sondern besonders über das Internet verbreitet werden.

## Gegenstrategien

### Aufklärung
Aufgrund der Fülle an Dokumenten des Holocaust erachten Historiker die Publikationen von Leugnern nicht als diskussionswürdig. Anfangs ignorierten sie sie weitgehend. Gegen die Negationisten erklärten 34 französische Historiker 1979: Es stehe jedem frei, den Holocaust verschieden zu interpretieren oder sich vorzustellen, er habe nicht stattgefunden. Doch könne niemand seine Realität bestreiten, „ohne die Wahrheit zu vergewaltigen“. Weil er stattfand, sei es müßig, zu fragen, wie er technisch möglich war. „Die Realität der Gaskammern steht nicht zur Diskussion und kann niemals zur Diskussion gestellt werden.“
Seit der Welle rechtsextremer Mordanschläge in den 1990er Jahren befassten sich Historiker eingehender mit dem Phänomen und veröffentlichten Werke, die zum einen über die Leugner, ihre Ideologie, Kontakte und Medien aufklären, zum anderen ihre Scheinargumente mit direkten Belegen entkräften, zum dritten den Umgang von Politik und Justiz mit Holocaustleugnung analysieren. Deborah Lipstadts Standardwerk dazu (Denying the Holocaust, 1993) fasst im Schlussteil die Fakten zu den Gaskammern zusammen. Sie erklärt: Man müsse nicht jede einzelne Unterstellung der Leugner widerlegen, sondern „die Illusion einer rationalen Forschungsmethodik“ zerstören und aufdecken, welche extreme Ansichten sich dahinter verbergen. Sie lehnt die direkte Debatte mit Leugnern ab, damit sie die Fragestellungen nicht diktieren und nicht in den wissenschaftlichen Diskurs einbezogen werden. Sie befürwortet aber, Jugendliche im Geschichtsunterricht auf mehrere Weisen gegen die Scheinargumente der Leugner zu wappnen:
- Man „folge den Fußnoten“, also den Quellenangaben der Leugner. Diesen Weg beschritt erfolgreich die Verteidigung im Irving-Lipstadt-Prozess: Sie zeigte, dass David Irving buchstäblich jede seiner Quellen erfunden, fabriziert, grob fehlgedeutet oder verzerrt dargestellt hatte, und überführte ihn so als Lügner und Fälscher.
- Man überlege, wer alles Unrecht haben müsste, falls die Leugner Recht hätten: Überlebende, Dorfbewohner nahe der Lager, die den Geruch verbrannter Leichen bezeugten, die Zugführer, die mit voll besetzten Zügen ankamen und leer zurückfuhren, Zeugen wie Jan Karski, Eduard Schulte, Kurt Gerstein, die Berichte über die Gasmorde ins Ausland schmuggelten, und die beteiligten Täter: Kein Angeklagter bestritt in einem NS-Prozess den Holocaust selbst, sondern beanspruchte nur Befehlsnotstand oder untergeordnete Beihilfe für sich. Dass die Täter Geständnisse unter Zwang abgelegt haben sollen, ist unlogisch, weil sie ihre Strafe dadurch nicht hätten abmildern können. Deutschland hätte Verantwortung für den Holocaust kaum ohne dessen unbestreitbare Realität akzeptiert. Das Gegenteil lässt sich wiederum nur mit dem Wahnbild einer ungeheuren jüdischen Manipulationsmacht über ganze Völker behaupten.
- Man denke zu Ende, wie der Holocaust vorzutäuschen gewesen wäre. Die vielen Beweisstücke für die Massenerschießungen und Vergasungen in NS-Behörden waren entgegen den Angaben der Leugner kaum zu fälschen, weil sie eine Reihe eindeutiger Kennzeichen trugen. Ein riesiger Aufwand wäre nötig gewesen, Kopien mit denselben Schrifttypen, Aktenzeichen, Adressen und Zweckangaben in andere Behörden zu schmuggeln und gegen vorhandene Akten auszutauschen.[94]

Ob und wie die Holocaustleugnung Thema in der Holocaust Education sein sollte, ist umstritten. Für führende Pädagogen in den USA ist die Leugnung nicht im Studium des Themas Holocaust zu behandeln, um auf groteske und völlig trügerische Thesen keine Zeit zu verschwenden. Die Leugner seien entgegen ihrem Anspruch keine Historiker, sondern verbreiteten offene Lügen, die keine Aufmerksamkeit klar denkender Individuen verdienten. Weil es Antisemiten seien, dürfe man ihnen keine Publizität verschaffen. Sie mit eigens dazu verfassten Unterrichtsentwürfen zu widerlegen sei kontraproduktiv, weil das schon jede ernsthafte Auseinandersetzung mit dem Holocaust selbst beinhalte. Schüler, die mehr über Leugner wissen wollten, sollten auf Lipstadts Buch und die Webseiten der Anti-Defamation League verwiesen werden.
Dagegen empfehlen andere, Schüler über Ziele der Leugner und passende Gegenargumente zu unterrichten, damit sie das Zurückweisen von Leugnerpropaganda einüben können. Leugner nur als Person anzugreifen, ohne ihre Argumente zu widerlegen, könne Schülern den Eindruck vermitteln, es gebe keine Beweise für den Holocaust. Das bloße Verbot von Leugnertexten erhöhe nur den Reiz für Schüler, sich diese im Netz zu besorgen. Deren Argumente im Unterricht selbst anzusprechen und zu entkräften vermindere diesen Reiz und vermeide eine Kampfsituation, in der Schüler ihren Lehrer unvorbereitet mit Leugnerargumenten herausfordern. Der Gefahr, diese zur legitimen Forschungsposition aufzuwerten, sei am besten durch sorgfältige Prüfung dieser Argumente zu begegnen. So könne Schülern deren Haltlosigkeit und zugleich die Gefährlichkeit der Leugnerbewegung klar werden.

### Widerlegung
Für die direkte Bekämpfung der Leugnung im Internet gründete Kenneth McVay 1991 das Nizkor Project (hebräisch: „Wir werden uns erinnern“). Es bietet ein umfassendes Archiv mit tausenden Originaldokumenten, Berichten aus erster Hand und Geschichtsbüchern zum Holocaust und eine Punkt-für-Punkt-Widerlegung von Leugner-Materialien. McVay hält die öffentliche Konfrontation mit den Leugnern, das Aufdecken ihrer Lügen, Identitäten und Privatkommunikation für den einzigen erfolgversprechenden Weg der Bekämpfung. Andere sind dem gefolgt, etwa die Seite Hate on the Web der Universität Montreal.
In Deutschland bieten Gedenkstätten und Wissenschaftler seriöse Webseiten an, die Leugnertexte und -argumente direkt oder indirekt entkräften. Die Seite Holocaust-Referenz wird als Quelle in Standardwerken zum Antisemitismus genutzt, ebenso der 2006 eingestellte Informationsdienst gegen Rechtsextremismus
und im englischen Sprachraum The Holocaust History Project.
Im Mai 2024 führte die Jewish Claims Conference in den Internetmedien Tiktok, Instagram, Facebook und X eine Kampagne gegen Holocaustleugnung durch. Dabei traten Schoa-Überlebende 30 Tage lang mit kurzen persönlichen Videos solchen Leugnungen entgegen.
Ende Juli 2025 begann das Museum Auschwitz-Birkenau die Kampagne Stop Denial und stellte dazu historische Dokumente, Fotos, Zeitzeugenberichte und Forschungsergebnisse online zur Verfügung.

### Internationale Ächtung
Strafprozesse gegen prominente Holocaustleugner haben deren Wirkungsradius allmählich begrenzt. Doch je weiter die NS-Verbrechen in die Vergangenheit rücken und die letzten Holocaustüberlebenden sterben, desto größer stufen Historiker die Gefahr ein, dass die Leugnung international und in der Gesellschaftsmitte zunimmt.
Seit 1995 wurde die Erinnerungskultur zur NS-Zeit zunehmend zum Politikfeld transnationaler Organisationen. Der Europarat bettet sie in Bildungsarbeit zu Menschenrechten ein, die OSZE in Programme gegen Antisemitismus, die UNO in die Völkermordprävention. Die 1998 gegründete International Holocaust Remembrance Alliance (IHRA) widmet sich der transnationalen Holocausterinnerung. Eine IHRA-Expertenkommission erstellte bis 2019 eine Arbeitsdefinition zu Verzerrung und Leugnung des Holocaust. Die EU bekämpft Holocaustleugnung mit Gesetzgebungsverfahren und Menschenrechtsförderung, etwa durch die 2007 gegründete Agentur der Europäischen Union für Grundrechte. Ferner fördert die EU die Erinnerungspolitik, etwa durch die Holocaust Era Assets Conference (2009). 2008 beschloss die EU-Kommission eine Richtlinie zur einheitlichen und kooperativen Bekämpfung von Antisemitismus, Rassismus und Fremdenfeindlichkeit. Sie legt allen EU-Mitgliedsstaaten ein Verbot der Holocaustleugnung nahe, ohne die Tatbestandskriterien dafür festzulegen. Der britische Historiker Timothy Garton Ash lehnte das Verbot als ineffektive Gefährdung der Wissenschaftsfreiheit ab. Baltische Staaten wollten zudem die Leugnung der Verbrechen des Stalinismus europaweit verbieten.
2005 beschloss die UN-Vollversammlung einen internationalen Tag des Gedenkens an die Opfer des Nationalsozialismus (27. Januar, Tag der Befreiung von Auschwitz im Jahr 1945). Am 26. Januar 2007 bejahten 103 UN-Mitgliedsstaaten ohne förmliche Abstimmung eine Resolution der USA zur Ächtung der Holocaustleugnung: Diese sei gleichbedeutend mit der Zustimmung zu Völkermord in all seinen Formen und daher vorbehaltlos zu verurteilen. Diese Schritte brachten die Institutionalisierung der Holocausterinnerung voran.
Bis 2008 brachten die verschärfte Strafverfolgung und internationale Ächtung die Szene der Holocaustleugner in eine anhaltende Krise.
Nach einem fast zehnjährigen Verfahren urteilte der Europäische Menschenrechtsgerichtshof als letzte Instanz am 3. Oktober 2019: Holocaustleugnung sei keine freie Meinungsäußerung, die die Europäische Menschenrechtskonvention decke. Der Kläger Udo Pastörs (NPD) habe absichtliche Unwahrheiten vertreten, um die Juden zu verleumden und ihre Verfolgung zu leugnen. Er sei nach einem fairen Prozess gemäß dem deutschen Gesetz rechtmäßig verurteilt worden.
Zum 80. Jahrestag der Wannseekonferenz am 20. Januar 2022 prangerten Deutschlands und Israels Regierungen in einem gemeinsamen Appell die international fortbestehende Holocaustleugnung an: Dies sei ein Angriff auf die Opfer der Schoa und deren Nachkommen, auf Jüdinnen und Juden in aller Welt, auf den Staat Israel und „auf die Grundbedingung friedlicher Gesellschaften und friedlichen Zusammenlebens weltweit“. Zur Bekämpfung schlugen sie eine einheitliche Definition von Antisemitismus, Investitionen in Bildung und Aufklärung und Maßnahmen zum Verhindern der Infragestellung und Relativierung des Holocausts im Internet vor. Sie kündigten eine gemeinsame UN-Resolution dazu an. Am 20. Januar 2022 nahm die UN-Vollversammlung diese Resolution an. Diese definierte Holocaustleugnung umfassend als:
- absichtliche Bemühung, den Holocaust oder dessen zentrale Bestandteile einschließlich der Mitwirkung von Kollaborateuren und Verbündeten der Nazis daran zu entschuldigen oder zu verkleinern,
- die Opferzahl im Widerspruch zu verlässlichen Quellen grob zu verringern,
- Versuche, die Juden des Verursachens ihrer eigenen Vernichtung zu beschuldigen,
- den Holocaust als positives historisches Ereignis darzustellen,
- Versuche, die Verantwortung Nazideutschlands für die Einrichtung von Konzentrations- und Vernichtungslagern durch Beschuldigen anderer Nationen oder Ethnien zu verwischen.

Die Resolution verwirft und verurteilt ohne jeden Vorbehalt jede Leugnung des Holocaust als ein historisches Ereignis, entweder ganz oder teilweise.

## Deutschland

### Nachkriegszeit
Infolge der gezielten Spurenbeseitigung des NS-Regimes fehlten im Nürnberger Prozess gegen die Hauptkriegsverbrecher ab 1946 zunächst oft konkrete Beweise, um Einzeltäter zu überführen. Viele Mordplätze und Beweisstücke waren noch unbekannt oder nicht gefunden, überlebende Zeugen fehlten und Inspektionen in den bekannten Vernichtungslagern ergaben nicht genug Spuren. Dies kam den Angeklagten zugute. Sie bestritten durchgehend ihr Wissen vom Holocaust, selbst planende Funktionäre und Kommandeure der Vernichtungslager verharmlosten, relativierten und leugneten sein Ausmaß.
Auch nicht direkt beteiligte Deutsche leugneten nach Kriegsende die NS-Verbrechen und ihr Mitwissen davon. Um den üblichen Ausreden entgegenzutreten, besuchten britische Parlamentarier einige Wochen nach Kriegsende (8. Mai 1945) deutsche Konzentrationslager und dokumentierten die dort geschehenen Massenmorde. Ihr Dokumentarfilm Holocaust uncovered schloss mit den Worten: Let no one say these things were never real („Lass niemand sagen, dass diese Dinge nie wirklich waren“). Die Briten beschlossen, der lokalen deutschen Bevölkerung solche Filme vorzuführen und sie zum Bergen der Leichen aus den Lagern zu verpflichten.
In den 1950er Jahren bestritten ehemalige Nationalsozialisten vorrangig die deutsche Kriegsschuld und etablierten eine Literaturgattung, die in seriös-wissenschaftlicher Aufmachung Geschichtsfälschung betreibt. Die Nachkriegslage begünstigte ihr Bestreben: Die Erinnerung von Holocaustüberlebenden war durch schwerste Traumata beschädigt, nur wenige ausführende NS-Täter waren gefasst worden und beriefen sich in NS-Prozessen auf Erinnerungslücken, die meisten Mordstätten und Archive des Holocaust lagen hinter dem Eisernen Vorhang und waren der westlichen Forschung entzogen, und die ersten Bundesregierungen förderten den breiten Erinnerungsverlust durch eine Politik der „absichtlichen Vergesslichkeit“, die laut heutigen Sozialwissenschaftlern den Gesellschaftskonsens und die Stabilität der Bundesrepublik begründete.
Die Deutsche Demokratische Republik (DDR) bestrafte einige NS-Verbrecher, bestritt aber die kollektive Verantwortung der Deutschen für die NS-Verbrechen, lehnte Reparationen an Israel ab und blendete die antisemitische Judenverfolgung der NS-Zeit in ihrer Erinnerungskultur weitgehend aus. Damit förderte sie eine Haltung in der Bevölkerung, sich selbst eher als Sieger der Geschichte oder Opfer des westlichen Imperialismus zu sehen und Mitverantwortung für Leiden von Juden abzulehnen. Der staatlich verordnete Antifaschismus begünstigte später eine allmähliche Abwendung von der SED und Empfänglichkeit für rechtsextremes Gedankengut, besonders bei Jugendlichen (siehe Rechtsextremismus in der DDR).

### 1960–1990
Seit den Auschwitzprozessen (ab 1963) und der Gründung der KZ-Gedenkstätte Dachau (1965) brachten ehemalige Nationalsozialisten im Umfeld der NPD (gegründet 1964) „Erinnerungen“ heraus, die sich als „Quellen“ ausgaben und Legenden über angeblich positive Seiten der NS-Barbarei in Umlauf brachten. Armin Mohler, Vordenker der Neuen Rechten, stellte 1965 in einem Aufsatz die „Groß-Tabus“ in Frage, mit denen eine „gerechte Untersuchung“ der NS-Vergangenheit verhindert werde, und zweifelte das Ausmaß des Holocaust an. Er schrieb später positive Rezensionen für Bücher von Leugnern und warb für sie in seiner Zeitschrift Criticón. 1987 behauptete er, das „Dogma“ von der Singularität des Holocaust und das gesetzliche Verbot, ihn zu leugnen, seien ein Mittel, „um jede Deutschland entlastende Forschung zum Schweigen zu bringen“.
Ab 1970 erhielt Holocaustleugnung eine Hauptrolle für das rechtsextreme Ziel, die NS-Verbrechen zu „entkriminalisieren“ und die deutsche Geschichte umzuschreiben. Der frühere SS-Sonderführer Thies Christophersen publizierte 1973 seine Schrift „Die Auschwitzlüge – Ein Erlebnisbericht“. Er beschrieb den Lageralltag in Auschwitz-Birkenau wie einen Erholungsurlaub und behauptete, keine Vergasungen bemerkt und alle Gerüchte darüber selbst geprüft zu haben. Damit wurde das Leugnen der Gaskammern zum strategischen Mittel des internationalen Neonazismus. Der Ausdruck „Auschwitzlüge“ wurde ein Synonym für Holocaustleugnung. Manfred Roeder behauptete im Vorwort: Bei Dresdens Bombardierung seien mehr Deutsche getötet worden als Juden in der ganzen NS-Zeit. „Krankhafte Hirne“ hätten Hitlers Absicht und Befehle zur Judenermordung und die Gaskammern erfunden. Diese Lügen würden „von bestimmten Weltherrschaftscliquen verbreitet“. Wer dagegen aufstehe, erfülle „Gottes Auftrag“. 1973 gab er die Propagandaabsicht zu, 1976 wurde er wegen Volksverhetzung verurteilt. Doch wurde das Pamphlet in viele Sprachen übersetzt, mit neuen Vorworten versehen und fünfmal neu aufgelegt. Christopherson verfasste weitere Leugnertexte, darunter „Der Auschwitz-Betrug“ (1974). Ab 1977 behauptete er, er habe nur das zeitgenössische Nichtwissen vom Holocaust darstellen wollen. 1978 zogen deutsche Gerichte seine erste Schrift wegen Volksverhetzung ein, 1993 indizierte die BPjM sie.
Bei der Verbreitung halfen Gerhard Freys Deutsche National-Zeitung (etwa mit Schlagzeilen wie „Judenvergasung widerlegt“) und der Altnazi Erwin Schönborn. Er wollte in den 1970er Jahren in Frankfurt am Main zweimal einen „Auschwitz-Kongress“ gegen damalige Ausstellungen über die Judenvernichtung abhalten. Ein für den Kampfbund Deutscher Soldaten verfasstes Flugblatt Schönborns von 1975 bot „10.000 DM Belohnung […] für jede einwandfrei nachgewiesene Vergasung in einer Gaskammer eines deutschen KZs“ und schloss zugleich „KZ-Zeugen aus Polen, Israel oder den USA, die wie in den NS-Prozessen, Meineide geschworen haben“, aus.
Heinz Roth (1912/13–1978) bezweifelte in mehreren seiner Broschüren mit Zitatcollagen Opferzahlen, Mordmethoden, Funktion und Einsatz von Gaskammern in KZ auf deutschem Boden. Mit den Titeln Wieso waren wir Väter Verbrecher? und Was hätten wir Väter wissen müssen? machte er sich zum Sprecher der NS-Generation gegenüber der 68er-Bewegung. Dabei berief er sich auf andere Leugner. 1975 stellte er Anne Franks Tagebuch als „Schwindel“ ihres Vaters dar. Nachdem dieser ihn anzeigte, wurde Roth rechtskräftig verurteilt.
Udo Walendy (NPD) verbreitete ab etwa 1970 über seinen Verlag für Volkstum und Zeitgeschichtsforschung Leugnertexte. Er übersetzte das Werk The Hoax of the Twentieth Century des amerikanischen Elektroingenieurs Arthur Butz (1976) ins Deutsche und wurde ab 1980 enger Mitarbeiter des kalifornischen Institute for Historical Review (IHR). 1996 wurde er zu zwei Jahren Freiheitsstrafe verurteilt und stellte seine Leugneraktivitäten ab dann ein. Der ehemalige Wehrmachtsoffizier Wilhelm Stäglich trat erstmals 1973 in Nation Europa mit einem Leugnerartikel hervor und verfasste dann sein Buch Der Auschwitz-Mythos (1979). In Reaktion darauf wurde der bundesdeutsche Volksverhetzungsparagraf verschärft.
Nach Vorläufern (Franz Scheidl: Geschichte der Verfemung Deutschlands, 1967; Emil Aretz: Hexen-Einmal-Eins einer Lüge, 1970) erschienen in der Bundesrepublik Leugnertexte von Austin App (Six Million Swindle, 1973), Paul Rassinier (Debunking the Genocide Myth, 1978), Richard Harwood (Starben wirklich sechs Millionen?, 1974), und weitere. Christophersons Zeitschrift „Kritik“ verbreitete solche Texte bis 1994.
Für den 6. August 1977 luden Schönborn und der Neonazi Klaus Huscher mit Flugblättern bundesweit zu einem weiteren „Auschwitz-Kongress“ nach Nürnberg ein. Als Referenten waren die Leugner Arthur Butz, Thies Christophersen und Udo Walendy vorgesehen. Karl-Heinz Hoffmann und seine Wehrsportgruppe Hoffmann (WSG) bereiteten das Treffen mit vor. Ein Bündnis von Antifaschisten versuchte es mit Gegenkundgebungen in Nürnberg, Erlangen und Ermreuth (dem Sitz der WSG) zu verhindern. In Nürnberg hielt Shlomo Lewin, Rabbiner der dortigen Israelitischen Kultusgemeinde, eine kämpferische Rede gegen Holocaustleugnung, die nur durch antifaschistische Solidarität zum Verstummen zu bringen sei. Neonazis überbrachten seine Rede und Fotografien des Redners an Huscher und Hoffmann. In Ermreuth drohte Hoffmann, man werde Gegner „offen und heimlich fotografieren“ und „ganz sicher […] dann daraus unsere Konsequenzen ziehen“. Im März 1980 denunzierte Hoffmann Lewin als angeblichen Vertreter einer jüdischen Elite, der sich nicht um den Erhalt jüdischer Kulturgüter wie der Erlanger Synagoge kümmere. Am 19. Dezember 1980 ermordete das WSG-Mitglied Uwe Behrendt Lewin und seine Lebensgefährtin Frida Poeschke in ihrem Haus in Erlangen.
Im Mai 1978 ließen sich Hamburger Neonazis um Michael Kühnen mit Eselsmasken und Parolen wie „Ich Esel glaube noch, daß in Auschwitz Juden vergast wurden“ öffentlich fotografieren. Diese Provokation verschaffte der neu gegründeten Aktionsfront Nationaler Sozialisten/Nationale Aktivisten (ANS) die gewünschte Beachtung.
Der Erlanger Historiker Hellmut Diwald stellte die im KZ Dachau installierten Gaskammern 1978 als Attrappen dar, zu deren Bau die US-Armee inhaftierte SS-Angehörige gezwungen habe. Alfred Schickel nannte die Zahl der in Auschwitz Ermordeten 1980 „die umstrittenste Zahl der Zeitgeschichte“ und die Menge von rund 500.000 ermordeten Sinti und Roma „Zahlenfiktion“. Er, Diwald und Alfred Seidl gründeten 1981 die Zeitgeschichtliche Forschungsstelle Ingolstadt (ZFI), um zentrale Holocaustdokumente scheinwissenschaftlich in Frage zu stellen und das renommierte Institut für Zeitgeschichte zu diskreditieren.
Der Altnazi Otto Ernst Remer und Lisbeth Grolitsch gründeten 1983 den Freundeskreis Ulrich von Hutten mit dem Ziel, den Nationalsozialismus wiederzubeleben, seine Verbrechen zu entschuldigen und zu verharmlosen. Dazu pflegt der Verein auch Kontakte zu Leugnern. Ab 1983 öffnete Ursula Haverbeck das 1963 von dem Nationalsozialisten Werner Georg Haverbeck gegründete rechtsesoterische Collegium Humanum für Auftritte von Leugnern und Neonazis. Das Collegium war als gemeinnützig anerkannt und wurde bis kurz vor seinem Verbot 2008 aus Steuermitteln gefördert.
Der Historiker Ernst Nolte übernahm 1980 David Irvings These einer „jüdischen Kriegserklärung“, die Hitler an einen Vernichtungswillen seiner Gegner habe glauben lassen. Seit 1986 erklärte Nolte die deutschen KZs zur Kopie der sowjetischen Gulags. Nur das „technische Detail“ der Gaskammern unterscheide nationalsozialistische von sowjetischen Massenmorden. Die Judenvernichtung sei präventiv motiviert gewesen. Im deutschen Historikerstreit wurden diese Thesen zurückgewiesen, jedoch fand Nolte nationalkonservative und rechtsextreme Unterstützer. 1987 (Der europäische Bürgerkrieg) schrieb er ohne jeden Beleg: In Auschwitz seien mehr „Arier“ als Juden ermordet worden. Dies sei ignoriert worden, weil die Holocaustforschung größtenteils von Juden komme. Die Wannseekonferenz habe eventuell nicht stattgefunden. Die Motive mancher nichtdeutschen Leugner seien „ehrbar“. 1993 schrieb er: Die „Untersuchungen“ der „radikalen Revisionisten“ würden „nach Beherrschung des Quellenmaterials und zumal in der Quellenkritik diejenigen der etablierten Historiker in Deutschland vermutlich übertreffen.“ 1994 wollte er „nicht ausschließen“, dass der Leuchter-Report teilweise zutreffe. Man müsse den „allem Anschein nach unbezweifelbaren Tatbestand“ berücksichtigen, „dass diese Cyanidspuren fast unzerstörbar sind“. Zuvor hatten mehrere Historiker den Leuchter-Report gründlich widerlegt. Noltes Aussagen gelten als Versuch, Leugnern Zugang zur seriösen Geschichtsforschung zu verschaffen und ihre Thesen als diskussionswürdig aufzuwerten.
Die bundesdeutsche Neue Rechte griff Noltes Thesen auf, um das Holocaustgedenken als unaufgebbaren Ausgangspunkt und Bestandteil deutscher Identität durch ein neues „nationales Selbstbewusstsein“ zu ersetzen. Sie leugnet laut Alexander Ruoff „nicht Auschwitz selbst, sondern die ‚Bedeutung‘ dieses Verbrechens für die Bildung einer ‚selbstbewussten Nation‘“, weil es die angestrebte „völkische Fassung nationaler Selbstvergewisserung“ behindert.

### Seit 1990
Die deutsche Wiedervereinigung 1990 nutzten Leugner für neue Vorstöße. So organisierte der Neonazi Bela Ewald Althans zum 101. „Führergeburtstag“ im Münchner Löwenbräukeller den Kongress Wahrheit macht frei. Der Titel spielte auf das zynische KZ-Motto „Arbeit macht frei“ an. David Irving war Hauptredner. Die rund 800 Teilnehmer aus aller Welt marschierten am Folgetag nach Analogie des Hitlerputsches zur Münchner Feldherrnhalle. Gegenüber dem anwesenden Dokumentarfilmer Michael Schmidt bekannte Althans, der Holocaust sei das Haupthindernis für eine breite Akzeptanz nationalsozialistischer Ideen. Christopherson räumte ein, er habe nichts über Vergasungen geschrieben, weil er „uns entlasten und verteidigen“ wolle. Das könne er „nicht mit dem tun, was wir tatsächlich getan haben“. Schmidts Film zeigte, wie strategisch bürgerliche wie terroristische Neonazis Holocaustleugnung zum Anwerben neuer Anhänger und zur Vernetzung nutzen, um die Demokratie zu stürzen.
Im Juni 1990 reiste David Irving durch die noch bestehende DDR und hielt dutzende geschichtsrevisionistische Vorträge mit dem Titel „Ein Engländer kämpft für die Ehre der Deutschen“, in denen er auch den Holocaust leugnete.
Der SS-Veteranenverein Stille Hilfe für Kriegsgefangene und Internierte gewährte Althans und anderen Leugnern Rechtsbeistand, ebenso der Nachfolgeverein Hilfsorganisation für nationale politische Gefangene und deren Angehörige.
Das von Germar Rudolf zur Entlastung Otto Ernst Remers verfasste Gutachten wurde vom Gericht als untaugliches Beweismittel verworfen. 1993 veröffentlichte Remer es mit Rudolfs Erlaubnis. Dieser wurde dafür 1995 wegen Volksverhetzung verurteilt, floh 1996 ins Ausland und publizierte von dort aus weitere holocaustleugnende Schriften.
Der damalige NPD-Vorsitzende Günter Deckert ließ im November 1991 Fred Leuchter auftreten, übersetzte dessen Rede ins Deutsche, sprach dabei von einer „Gaskammerlüge“ und verschärfte Leuchters antisemitische Aussagen. Das Landgericht Mannheim verurteilte ihn 1992 wegen Volksverhetzung in Tateinheit mit übler Nachrede, Verunglimpfung des Andenkens Verstorbener und Aufstachelung zum Rassenhass (damaliger § 131 Strafgesetzbuch) zu einem Jahr Freiheitsstrafe mit Strafaussetzung zur Bewährung. Dagegen legten er und die Staatsanwaltschaft Revision ein. Der Bundesgerichtshof hob das Urteil 1994 auf und entschied: Das bloße Bestreiten der Gaskammermorde sei nur als Beleidigung und Verunglimpfung des Andenkens Verstorbener strafbar, noch nicht als Volksverhetzung, weil Angriffe auf die Menschenwürde hinzutreten müssten und dies bei Deckert im angegriffenen Urteil nicht ausreichend dargelegt worden sei. Nach erneutem Prozess verurteilte das Landgericht Mannheim Deckert unter anderem wegen Volksverhetzung erneut nur zu einer Bewährungsstrafe. Rainer Ortlet schrieb in der Urteilsbegründung: Deckert habe als hochintelligenter Mann „mit klaren Grundsätzen“ „die Widerstandskräfte im deutschen Volk gegen die aus dem Holocaust abgeleiteten jüdischen Ansprüche“ stärken wollen und eigentlich nur eine Meinung dazu vertreten, dass Deutschland immer noch „weitreichenden Ansprüchen politischer, moralischer und finanzieller Art aus der Judenverfolgung ausgesetzt“ sei, „während die Massenverbrechen anderer Völker ungesühnt blieben“. Orlet erklärte später, er könne sich vorstellen, mit Deckert befreundet zu sein, und verglich dessen Prozess mit dem Hitler-Prozess von 1924: In beiden Fällen habe strafmilderndes „uneigennütziges Verhalten“ vorgelegen. Diese Begründung bewirkte einen internationalen Skandal und führte dazu, dass der Straftatbestand der Volksverhetzung in § 130 Strafgesetzbuch (StGB) um den der Holocaustleugnung erweitert wurde. Die Staatsanwaltschaft legte Revision gegen das Strafmaß und gegen die Strafaussetzung zur Bewährung ein. Der Bundesgerichtshof hob das Urteil am 15. Dezember 1994 auf, schloss „politische Verblendung“ als Strafmilderungsgrund aus und verwies die Sache zur weiteren Entscheidung an das Landgericht Karlsruhe. Dieses verurteilte Deckert am 21. April 1995 zu zwei Jahren Freiheitsstrafe ohne Bewährung. Am 27. Oktober 1995 wies der Bundesgerichtshof Deckerts Revision dagegen zurück.
Laut einer Forsa-Umfrage von 1994 stimmten hochgerechnet 1,9 Millionen Deutsche der Holocaustleugnung zu. 53 Prozent der Befragten wollten einen Schlussstrich unter die NS-Vergangenheit ziehen. Laut einer weiteren Forsa-Studie aus dem Jahr 2019 stimmten zwei Prozent der Aussage zu, der Holocaust sei „Propaganda der Siegermächte“. Unter den Anhängern der Alternative für Deutschland (AfD) lag der Anteil bei 15 Prozent.
Die neurechte Zeitschrift Junge Freiheit (JF) vertritt offiziell einen nationalkonservativen Kurs, ließ aber kontinuierlich rechtsextreme Leugner mitarbeiten und verteidigte sie. Alfred Schickel war ständiger JF-Autor. Zum zehnjährigen Bestehen seines ZFI urteilte die JF: Es habe der „Historiographie aus dem Ghetto der Siegergeschichtsschreibung“ verholfen, „vermeintliche Geschichtsquellen“ als „hochprozentige Geschichtsfälschung“ entlarvt und sei so ein wirkungsvolles „Korrektiv ewiggültiger Wahrheiten“. 1993 behauptete Germar Rudolf unter dem Pseudonym Jakob Spranger in der JF, ein „am Max-Planck-Institut beschäftigter Diplom-Chemiker“ (er selbst) habe „den Leuchter-Report in seiner sachlich-kühlen Arbeit“ verifiziert. Als Rudolf wegen Volksverhetzung angeklagt war, griff JF-Stammautor Thorsten Hinz den neugefassten § 130 StGB als angebliche Wegmarke zu einem Totalitarismus an, der den „Inhabern der Deutungshoheit“ und „Tabuwächtern“ eine kaum noch kontrollierbare „priesterliche und zugleich politische Macht“ gebe. Josef Schüßlburner meinte 1995 im Gefolge Ernst Noltes, man könne „neben dem GUlag-Kommunismus vom Auschwitz-Sozialismus sprechen“, weil Hitlers Antisemitismus primär „sozialistisch“ gewesen sei. 2004 nannte er das gebaute Berliner Denkmal für die ermordeten Juden Europas einen „Bewältigungstempel und das Siegesdenkmal der amerikanischen Zivilreligion“. JF-Stammautor Günter Zehm stellte 1996 den § 130 StGB und die Urteilsgründe gegen Germar Rudolf in Frage: „Was ist eine Verharmlosung? Geht es um bestimmte Opferzahlen, die man nennen muß…? […] Wird man schon bestraft, wenn man aufgrund gewisser Nachforschungen gewisse Vermutungen anstellt?“ 1998 polemisierte Zehm erneut gegen § 130 StGB und verkürzte die Tatbestandskriterien, ohne das Wort „Holocaust“ zu erwähnen: „Sie haben irgendwas ‚geleugnet‘, irgendwas ‚verharmlost‘, irgendwelche Zahlen ‚öffentlich nicht geglaubt‘…“. Das Verfahren gegen den Leugner Hans-Dietrich Sander (Ole Caust) gereiche den politischen Verhältnissen in Deutschland „zur Unehre“. Solche Polemiken bewerten die Experten Wolfgang Gessenharter und Thomas Pfeiffer als „klare Signale der ‚Jungen Freiheit‘ an die gesamte rechtsextremistische Szene“.
Die Journalistin Lea Rosh engagierte sich für das Denkmal für die ermordeten Juden Europas und gründete dazu einen Förderkreis. Dieser warb im Juli 2001 mit einem großen Plakat, auf dem vor einer idyllischen Berglandschaft in großen Buchstaben und Anführungszeichen stand: „Den Holocaust hat es nie gegeben.“ Kleingedruckt stand darunter: „Es gibt immer noch viele, die das behaupten. In 20 Jahren könnten es noch mehr sein. Spenden Sie deshalb für das Denkmal für die ermordeten Juden Europas.“ Die Aktion wurde vielfach als Trivialisierung und Widerspruch zwischen Mittel und Zweck kritisiert: „Für das Erinnern darf sogar mit der Holocaust-Lüge geworben werden.“ Eine Neonazigruppe um Manfred Roeder verhöhnte die Aktion, indem sie am 7. August 2001 am Brandenburger Tor vor dem Plakat für Holocaustleugnung demonstrierte. Rosh ließ es zwei Tage darauf abhängen.
Der besonders aktive Neonazi Ernst Zündel vertrieb Leugnertexte weltweit, auch in Deutschland. 1994 indizierten deutsche Behörden seinen Hetzfilm „Deutscher und ein Jude untersuchen Auschwitz“. 1996 sperrten sie für Deutsche den Internetzugang zur Zundelsite und zu einem Webspaceprovider, der sie anbot. 2005 wurde Zündel von Kanada nach Deutschland abgeschoben und dort vor Gericht gestellt. Das Landgericht Mannheim verurteilte ihn 2007 wegen Volksverhetzung zur Höchststrafe von fünf Jahren Haft.
JF-Autor Andreas Molau empfahl 2005 beim Jahreskongress der Gesellschaft für freie Publizistik, die „Geschichtslügen der Sieger und ihrer deutschen Helfershelfer“ nicht zu glauben und keine „Schuldliteratur“ zu lesen. 2007 verteidigte er Zündel öffentlich: Dieser bestreite nur „eine von der Politik in Gesetzesform gegossene ‚Wahrheit‘“. JF-Autoren, die Leugner verteidigten, schrieben auch für andere neurechte und/oder rechtsextreme Periodika, die ihrerseits auch Leugnern eine Bühne boten, darunter Criticón, Die Aula, Deutsche Geschichte, Deutschland in Geschichte und Gegenwart, Deutsche Militärzeitschrift, Deutsche Stimme, Nation und Europa, Ostpreußenblatt, Vierteljahreshefte für freie Geschichtsforschung, Zur Zeit und weitere.
Ingrid Weckert, eine frühere Freundin von Michael Kühnen und Thies Christopherson, hatte seit 1981 (Feuerzeichen) die antisemitische Schuldumkehr vertreten, wonach Juden Deutschland den Krieg erklärt, mit Hitler zusammengearbeitet und die Novemberpogrome 1938 selbst herbeigeführt hätten. Sie spezialisierte sich in den 1990er Jahren darauf, Holocaustdokumente wie das Protokoll der Wannseekonferenz oder den Gerstein-Bericht als gefälscht darzustellen. Ihre Thesen wurden im Detail widerlegt.
Horst Mahler hatte sich schon in den 1960er Jahren antisemitisch geäußert und trat ab 1998 als Rechtsextremist hervor. Er lobte Martin Walsers damalige Friedenspreisrede und behauptete, sie habe die Singularität des Holocaust als „geistiges Besatzungsregime“ von Alliierten und „kollaborationswilligen Intellektuellen“ aufgedeckt. Die Leugner wollten „doch nur etwas, das ihnen heilig ist, unbefleckt halten. Indem sie den Holocaust als befleckendes Ereignis auffassen, stellen sie sich gegen das Böse – und erweisen sich so als ‚Menschen guten Willens‘.“ Ab 2003 beteiligte er sich an einer rechtsextremen Kampagne, die Strafverfolgung von Leugnern mit Selbstanzeigen zu verhöhnen und sich dabei auf falsche Auschwitzopferzahlen des Spiegel-Redakteurs Fritjof Meyer zu berufen. Mahler wollte in der Gedenkstätte Auschwitz zu einem „Aufstand der Wahrheit“ aufrufen, was deutsche Behörden verhinderten. Er trug dann auf der Wartburg ein Transparent mit der Parole „Den Holocaust gab es nicht“. Seitdem gehörte er zu den besonders fanatischen Leugnern. Als Propagandaplattform diente ihm sein Deutsches Kolleg, das aus einem Leserkreis der JF entstand.
Auf Mahlers Initiative gründeten prominente deutschsprachige Leugner am 9. November 2003, dem Jahrestag des Hitlerputsches von 1923 und der Novemberpogrome 1938, den Verein zur Rehabilitierung der wegen Bestreitens des Holocaust Verfolgten (VRBHV). Dieser sollte alle Gerichtsprozesse wiederaufrollen, in denen Leugner mit Hinweis auf die Offenkundigkeit des Holocaust verurteilt worden waren, und neue Prozesse provozieren, um diese zur Holocaustleugnung und Propagierung der Ideologie der Reichsbürgerbewegung zu nutzen. Das sollte laut Mahler einen „allgemeinen Volksaufstand […] gegen die Auschwitzlüge als dem Fundament der Fremdherrschaft“ vorbereiten. Nur wenige der rund 120 Mitglieder folgten diesen Vorgaben. Neun Mitglieder nahmen an der Holocaustleugnungskonferenz in der iranischen Hauptstadt Teheran 2006 teil. Nach Medienberichten über Steuergelder für rechtsextreme Organisationen und anhaltenden Protesten verbot Innenminister Wolfgang Schäuble am 7. Mai 2008 die Bauernhilfe, das Collegium Humanum und den VRBHV.
David Irving hatte die Luftangriffe auf Dresden 1986 einen „Holocaust“ genannt. Mit Berufung auf ihn brachten NPD-Vertreter in Sachsen (Jürgen Gansel, Holger Apfel) 2005 das Schlagwort vom alliierten „Bombenholocaust“ auf, das der antisemitischen Täter-Opfer-Umkehr dient. Rechtsextremisten benutzten es bei ihrem jährlichen „Trauermarsch“ am 13. Februar, um die Luftangriffe auf Dresden als Kriegsverbrechen, die Deutschen als Opfer darzustellen, den Holocaust damit zu vergleichen und so zum bloßen Kriegsverbrechen herabzustufen. Der damalige NPD-Vorsitzende Udo Voigt sagte 2007: „Sechs Millionen kann nicht stimmen. Es können maximal 340.000 in Auschwitz umgekommen sein. Dann sagen zwar die Juden immer: Auch wenn nur ein Jude umgekommen ist, weil er Jude ist, ist das ein Verbrechen. Aber es ist natürlich ein Unterschied, ob wir für sechs Millionen zahlen oder für 340.000. Und dann ist auch irgendwann die Einmaligkeit dieses großen Verbrechens – oder angeblich großen Verbrechens weg.“
Die Rechtsanwältin Sylvia Stolz verteidigte zahlreiche Leugner in deren Strafprozessen und wurde durch Lektüre von deren Schriften, vor allem aber durch ihren Mandanten und zeitweise Verlobten Horst Mahler selbst zur Leugnerin. 2007 benutzte sie den Zündel-Prozess für antisemitische und nazistische Propaganda: Der Holocaust sei „die größte Lüge der Weltgeschichte“, die Juden seien „Kinder des Teufels“, die mit ihrer Geld- und Medienmacht die Welt beherrschten, das Reichsstrafgesetzbuch vor 1945 sei noch in Kraft. Danach drohte sie den Schöffen wegen „Feindbegünstigung“ mit der Todesstrafe, falls sie Zündel verurteilen würden, und versuchte, Mahlers Pamphlete als Beweise für den „jüdischen Einfluss“ auf das bundesdeutsche Rechtssystem zu verlesen. Sie wurde vom Prozess ausgeschlossen, 2008 selbst wegen Volksverhetzung verurteilt und verlor für fünf Jahre ihre Anwaltszulassung. Sie gilt in einem Teil der Leugnerszene als Heldin und Märtyrerin. Auch Zündels weitere Anwälte Jürgen Rieger und Ludwig Bock leugneten in seinem Prozess den Holocaust. Sylvia Stolz trat nach ihrer Haftentlassung 2011 mit Vorträgen darüber auf, unter anderem 2013 bei der Anti-Zensur-Koalition des Sektengründers Ivo Sasek. Dort behauptete sie, es gebe weder Leichen noch Täterspuren noch Waffen, um den Holocaust vor Gericht zu beweisen. Sie wurde nach Schweizer Recht angeklagt und 2018 erneut zu einer Haftstrafe verurteilt.
Die rechtspopulistische Partei AfD betreibt seit Sommer 2015 eine offensive Entgrenzung zu rechtsextremen Positionen, relativiert den Holocaust, duldet Antisemiten in der Partei und deren Bezüge zu Holocaustleugnern. Wolfgang Gedeon etwa bezeichnet Horst Mahler und Ernst Zündel als „Dissidenten“ und greift das Holocaustgedenken und Leugnungsverbote als „Holocaustreligion“ an. Diese führt er auf eine angebliche Dominanz des Zionismus im Sinn der „jüdischen Weltverschwörung“ zurück. Gunnar Baumgart verbreitete 2015 einen Leugnertext und trat dann aus der AfD aus. AfD-Gruppen stellten bei Besuchen von KZ-Gedenkstätten provokativ Details zum Holocaust in Frage. Die frühere Landesvorsitzende Doris von Sayn-Wittgenstein hatte Ursula Haverbecks Verein Gedächtnisstätte, Freunde der Waffen-SS und weitere rechtsextreme Vereine in ihrem E-Mail-Verteiler und lud mit zu deren Veranstaltungen ein. Solche Kontakte sowie Aussagen führender AfD-Vertreter wie Alexander Gauland und Björn Höcke, die Holocausttäter entschulden und die Aufarbeitung der NS-Zeit als „deutschfeindlich“ diskreditieren, schaffen laut Bundesamt für Verfassungsschutz (2019) eine „Anschlussfähigkeit“ an rechtsextremen Geschichtsrevisionismus und könnten „in letzter Konsequenz bis zur Kriegsschuld- und Holocaustleugnung führen“.
Bei den Protesten gegen staatliche Corona-Schutzmaßnahmen wurden nach dem Verfassungsschutzbericht 2022 „der Holocaust und die Verbrechen des Nationalsozialismus bewusst verharmlost, die Opfer der Shoah verhöhnt und die bestehende Erinnerungskultur als Teil der Staatsräson infrage gestellt“.

## Österreich

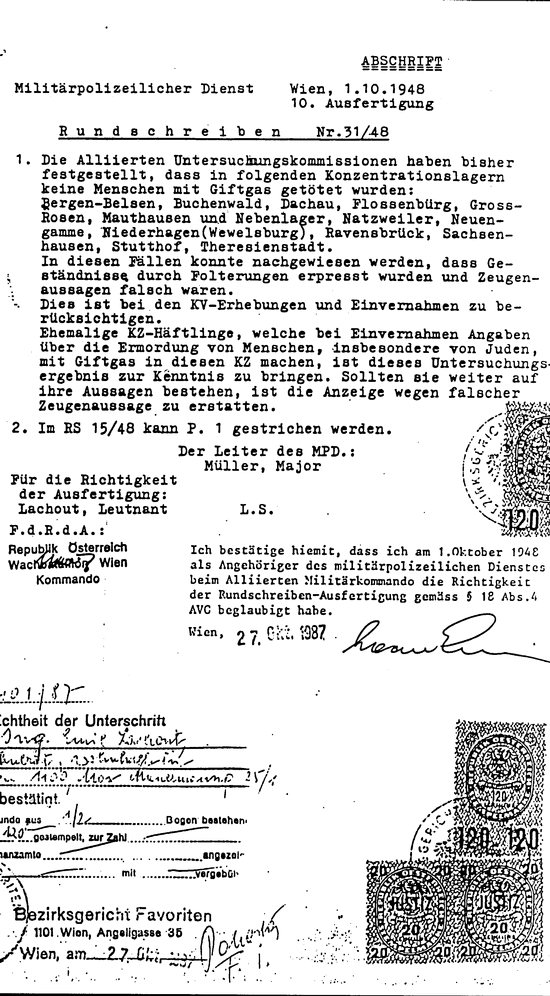
Gefälschtes Lachout-Dokument von 1987

In Österreich traten 1979 der frühere NSDAP-Vertreter Erich Kern (Die Tragödie der Juden. Schicksal zwischen Propaganda und Wahrheit) und 1980 der Neonazi Gerd Honsik mit seiner Zeitschrift „Halt“ als Leugner hervor. 1987 publizierte Honsik das Lachout-Dokument, um die Nichtexistenz von Gaskammern in 13 deutschen KZs zu beweisen. Das Dokumentationsarchiv des österreichischen Widerstandes (DÖW) bewies jedoch rasch, dass es eine plumpe Fälschung war. 1988 publizierte Honsik Interviews mit Altnazis, die die Gaskammern bestritten (Freispruch für Hitler? 36 ungehörte Zeugen wider die Gaskammern). 1992 wurde er zu einer Haftstrafe verurteilt, floh nach Spanien und arbeitete dann eng mit spanischen Leugnern um die Gruppe CEDADE zusammen. 2007 wurde er an Österreich ausgeliefert.
1991 hielten 53 Prozent der bei einer Gallup-Umfrage befragten Österreicher die Zeit für gekommen, „den Holocaust zu den Akten zu legen“.
Der damalige Präsident der österreichischen Bundesingenieurskammer Walter Lüftl verfasste 1992 nach dem Vorbild des Leuchter-Reports ein pseudowissenschaftliches Gutachten (Holocaust, Glaube und Fakten), das die Gaskammermorde als technisch unmöglich darstellte. Er sandte es an Politiker, Justizbeamte und Journalisten, doch nur die rechtsextreme Zeitschrift Halt druckte es ab. Das IHR übersetzte den Lüftl-Report ins Englische und verbreitete ihn unautorisiert im Internet. Auch deutsche Neonazi-Periodika druckten ihn dann ab. Lüftl musste zurücktreten und erhielt eine Strafanzeige, wurde aber später wieder in den Ingenieursverband aufgenommen.
Wegen dieser Fälle verschärfte Österreichs Parlament 1992 das seit 1945 gültige Verbot der NS-Wiederbetätigung. Seither kann das Leugnen, Verharmlosen, Gutheißen oder Rechtfertigen des Holocaust mit ein bis zehn Jahren Haft bestraft werden. Darum bevorzugten österreichische Leugner von da an meist das Bezweifeln, Trivialisieren und indirekte Weißwaschen der NS-Verbrechen. Jörg Haider, von 1986 bis 2000 Führer der FPÖ, nannte die SS „anständige Kameraden“ und die Vernichtungslager „Straflager“, als seien deren Insassen zu Recht interniert worden. Er lobte viele Politikansätze des NS-Regimes und verwendete NS-Vokabular.
1994 lobte Herwig Nachtmann Lüftls Pseudogutachten in seiner Zeitschrift Die Aula als „Meilenstein auf dem Weg zur Wahrheit“. Er wurde dafür 1995 wegen NS-Wiederbetätigung verurteilt. Die Zeitschrift verlor Pressesubventionen, zeitweise auch einige FPÖ-Mitarbeiter, und näherte sich, beeinflusst von Jürgen Schwab, weiter dem Rechtsextremismus an. Der FPÖ-Abgeordnete John Gudenus stellte 1995 die Gaskammern in Frage und trat dann wegen der Kritik daran zurück. 2005 verlangte er erneut, man müsse die Existenz der Gaskammern „ernsthaft debattieren“. Dafür erhielt er eine Bewährungsstrafe.
Der frühere Wiener Bezirksrat Wolfgang Fröhlich, bis 1994 FPÖ-Mitglied, leugnete 2001 mit seinem Pamphlet Der Gaskammer-Schwindel den Holocaust. Er wiederholte dies öffentlich immer wieder und wurde dafür bis 2018 fünfmal zu Haftstrafen verurteilt. Weitere aktive Leugner in Österreich sind die Neonazis Walter Ochensberger, Benedikt Frings, Hans Gamlich und Herbert Schaller.
Die FPÖ-Abgeordnete Barbara Rosenkranz hatte 2006 im Fall Gudenus das Bestreiten der Gaskammern als freie Meinungsäußerung verteidigt und verlangte nach ihrer Kandidatur zur Bundespräsidentenwahl in Österreich 2010 erneut, das Verbotsgesetz von 1947 aufzuheben. Nachfragen, ob sie Holocaustleugnung erlauben wolle, bejahte sie implizit, indem sie Gesetze gegen persönliche Verleumdung für ausreichend erklärte. Auf die Frage, ob sie an die Existenz der Vernichtungsgaskammern glaube, antwortete sie, sie verfüge dazu über das typische Schulwissen von 1964 bis 1976 und beabsichtige nicht, dies zu ändern. Diese Aussagen stimmen mit juristischen Vermeidungsstrategien von Leugnern überein und wurden daher als kodierte Solidaritätsbotschaft gedeutet. In der fraglichen Zeit war der Holocaust in Schulbüchern kaum behandelt und als Verbrechen anderer dargestellt worden.

## Übriges Europa

### Belgien und Niederlande
Der Nazi-Kollaborateur und Rexisten-Führer Léon Degrelle und seine Partnerin Florentine Rost van Tonningen boten in Velp, Niederlande, einen Treffpunkt für Leugner, Alt- und Neonazis aus ganz Europa. Degrelle benutzte den Auschwitzbesuch von Papst Johannes Paul II. 1979 für einen offenen Brief, in dem er die Gaskammermorde bestritt: Der Papst dürfe die „Legende der massiven Ausrottungen“ nicht stützen. Der alliierte Luftkrieg habe unzählige „furchtbar verkohlte“ Opfer gefordert. Israels Luftwaffe begehe „Massaker“ an Palästinensern.
1985 gründeten Herbert und Siegfried Verbeke, ein militanter Neonazi (Vlaams Belang), die „Stiftung“ Vrij Historisch Onderzoek (VHO) mit Sitz in Berchem (Antwerpen) zum Erstellen und internationalen Verbreiten holocaustleugnender Materialien. Ab 1995 stieß Germar Rudolf auf der Flucht vor deutschen Strafverfolgern hinzu und baute die VHO-Website zu einem der größten internationalen Leugnerportale aus. Ab 1997 vertrieb die VHO Udo Walendys Zeitschrift Historische Tatsachen und Rudolfs Vierteljahreshefte für freie Geschichtsforschung. 1998 gründete Rudolf den Verlag Castle Hill Publishers im englischen Hastings, dem er die deutschsprachige VHO-Website angliederte. Die VHO wurde 2002 verboten, ihr Internetportal bestand bis 2005.
Während der Goldhagen-Debatte verbreitete die VHO Flugblätter wie Antwort auf die Goldhagen- und Spielberglügen und Holocaust und Revisionismus. 33 Fragen und Antworten zum Holocaust in Deutschland. Dies zeigte die Problematik von Straftaten vom Ausland aus.

### Frankreich
Auch in Frankreich waren Altnazis und Nazihelfer die ersten Holocaustleugner. So behauptete Maurice Bardèche 1947 (Nürnberg oder das Versprochene Land), einige im Nürnberger Prozess vorgelegte Beweisdokumente des Holocaust seien gefälscht. Die Gaskammern seien Desinfektionskammern gewesen. Die meisten jüdischen KZ-Häftlinge seien an Hunger und Krankheiten gestorben. Sie seien inhaftiert worden, weil sie den Friedensvertrag von Versailles (1919) unterstützt und so den Zweiten Weltkrieg ausgelöst hätten.
Der frühere Résistance-Kämpfer und KZ-Überlebende Paul Rassinier begründete den französischen Negationismus. Er bestritt ab 1945 jüdische Augenzeugenberichte als übertrieben, ab 1950 auch die Opferzahlen, und griff Juden als Fälscher für „unrechtmäßigen Gewinn“ an. Ab 1960 sprach er vom „Holocaustmythos“, den „Zionisten“ erfunden hätten, beschrieb Nazis als Wohltäter und lobte die SS als „human“. 1964 (Das Drama der europäischen Juden) bestritt er die Existenz der Gaskammern und verband sich dann mit Frankreichs Neonaziszene. Ausgehend von seinen Eindrücken aus dem KZ Buchenwald, das keine Gaskammern besaß, folgerte er, alle Augenzeugen hätten die Gaskammermorde erfunden und absichtlich gelogen. Somit sei auch die Gesamtopferzahl des Holocaust weit übertrieben. Schon 1948 machte er „die Juden“ für Morde in den Lagern, übertriebene Opferzahlen und Gerüchte über Gaskammern verantwortlich. In einer 1978 postum veröffentlichten Schrift bezeichnete er den gesamten Holocaust als Erfindung „der Zionisten“ im Interesse Israels.
Ab 1955 gaben der Neonazi Henry Coston in Frankreich und der frühere SS-Offizier Karl-Heinz Priester in Deutschland Rassiniers Leugnertexte heraus. Der in Ägypten lebende Nationalsozialist Johann von Leers ließ sie ins Arabische übersetzen. So führte schon Rassinier nazistischen, linken und arabischen Antisemitismus unter dem Deckmantel des Antizionismus zusammen. Nach seinem Tod 1967 sammelten sich die Negationisten um den neofaschistischen Historiker François Duprat. Dieser überführte den Ordre Nouveau in die Partei Front National. 1976 übersetzte er Christophersons „Auschwitzlüge“, 1978 Richard Harwoods Schrift „Did Six Million Really Die?“ ins Französische.
Louis Darquier de Pellepoix hatte bis 1945 für das Vichy-Regime die Abtransporte französischer Juden in die Todeslager koordiniert und war nach 1945 vor der Todesstrafe nach Spanien geflohen. 1978 erklärte er in der Wochenzeitung L’Express: „In Auschwitz wurden nur Läuse vergast.“ Der Holocaust sei eine „typisch jüdische Erfindung“, um „Jerusalem zur Welthauptstadt zu machen“. Das Interview löste einen landesweiten Skandal aus.
Kurz darauf bestritt Robert Faurisson in der Zeitung Le Monde die Existenz der Gaskammern. 1981 publizierte er eine Schrift dazu, für die Noam Chomsky ein Vorwort schrieb. Dieser erklärte später, er habe Faurissons Text zuvor nicht gelesen, bestritt aber antisemitische und direkt holocaustleugnende Inhalte darin. So fanden Faurissons Thesen Eingang in linke intellektuelle Zirkel. Er spezialisierte sich darauf, Dokumente der NS-Zeit umzudeuten, etwa Wehrmachtsbefehle von 1941, die „Exzesse“ an Zivilisten unter Strafe stellten. Dabei verschwieg er damalige Mordbefehle an die „Einsatzgruppen“.
Faurissons Schüler Henri Roques promovierte 1985 an der Universität Nantes mit einer Arbeit, die den Gerstein-Bericht als Fälschung darstellte. Erst nach anhaltenden Protesten und dem Nachweis von Unregelmäßigkeiten annullierte der französische Unterrichtsminister 1986 seinen Doktortitel. Faurissons Anwalt Éric Delcroix hatte Gaskammern und Judenvernichtung vor Gericht als „Mythos“ bezeichnet und bekräftigte in seinem Buch „Die Gedankenpolizei gegen den Revisionismus“, die Nazis hätten Gas nur zur Desinfektion, nicht für Judenmorde benutzt. Er wurde dafür 1996 nach dem Loi Gayssot-Strafgesetz von 1990 verurteilt. Erlaubt blieb seine Aussage, dass „Revisionisten“ die Vernichtungspolitik des NS-Regimes bestreiten. Darum gingen Leugner dazu über, ihre eigenen Thesen als bloße Wiedergabe fremder Ansichten zu tarnen.
Ab 1980 veröffentlichte die trotzkistische Gruppe La Vieille Taupe Texte von Leugnern, darunter die von Serge Thion gesammelten Aufsätze und Briefe Faurissons. Ihr Leiter Pierre Guillaume bezeichnete die antisemitischen Motive des nazistischen Judenmords auf Flugblättern gegen den Film Shoah als Schwindel. Dieser Kurs sollte den antifaschistischen Konsens der französischen Linken zerstören. Er folgte daraus, dass die Gruppe westliche und sowjetische Verbrechen mit den NS-Verbrechen gleichsetzte und für letztere nur kapitalistische, nicht spezifisch antisemitische und rassistische Ursachen gelten ließ. Guillaume gründete 1996 die Website Association des anciens amateurs de récits de guerre et d’holocauste (AAARGH). Im Jahr 2000 wurde sie in Frankreich verboten, doch das kalifornische IHR übernahm sie.
Der frühere Neomarxist Roger Garaudy publizierte 1995 über La Vielle Taupe sein Werk „Die Gründungsmythen der israelischen Politik“, das die Täter-Opfer-Umkehr vertritt. Er beschrieb das biblische Judentum als Ursprung der Völkermordideologie und verurteilte das NS-Regime, bestritt aber dessen Vernichtungsabsicht an den Juden: „Endlösung“ habe nur Vertreibung gemeint. Dazu berief er sich auf David Irving und Robert Faurisson. Ferner behauptete er eine Zusammenarbeit von Zionisten und Nationalsozialisten bei den NS-Verbrechen, verknüpfte sie mit Vertreibungen von Palästinensern durch Israel und setzte Zionismus mit Nationalsozialismus gleich. Er wurde 1998 nach dem Loi Gayssot-Strafgesetz zu einer Bewährungsstrafe verurteilt. Er reiste während des Verfahrens zweimal nach Beirut und Kairo und nutzte die arabische Solidaritätswelle dazu, Holocaustleugnung im arabischen Raum zu verbreiten. Indem die wenigen Negationisten ihre Thesen systematisch mit der Ablehnung Israels verknüpften, erreichten sie, dass Teile der französischen Linken ihre Sicht als legitim ansehen und zumindest die Singularität des Holocaust bestreiten.
Der frühere Vorsitzende des Front National Jean-Marie Le Pen benutzte kontinuierlich antisemitische Angriffe als Provokationsmittel. 1987 erklärte er auf eine Interviewfrage, er habe die Gaskammern nicht gesehen und könne nicht beurteilen, ob es sie gab. Sie seien aber nur ein „geringfügiges Detail“ im Verlauf des Zweiten Weltkriegs gewesen. Er wurde dafür 1990 zu einer Geldstrafe verurteilt. Zwei ausgetretene Front-National-Vertreter bezeugten: Holocaustleugnung sei im Führungskreis oft besprochen worden; Le Pen glaube tatsächlich, der Holocaust habe nicht stattgefunden. 2004 erklärte der Vizevorsitzende des Front National Bruno Gollnisch, er stelle die deutschen KZs nicht in Frage, doch die Existenz der Gaskammern und Zahl der Holocaustopfer müssten Historiker erst noch feststellen. Er wurde dafür zu drei Monaten auf Bewährung verurteilt und nutzte sein Verfahren für Angriffe auf das Loi Gayssot. 2005 betonte Le Pen, als „Detail“ habe er nur die Gaskammern, nicht den Holocaust bezeichnet, um auf andere Tötungsmethoden der Nazis im Krieg hinzuweisen. Doch 2015 wiederholte er seine Aussagen von 1987 im Präsidentschaftswahlkampf seiner Tochter Marine Le Pen, die den Front National vom rechtsextremen Image zu lösen versuchte. Auch jüngere französische Rechtsextremisten leugnen mit dem Ausmaß des Holocaust die Beteiligung des Vichy-Regimes unter Philippe Pétain daran.
Der Komiker Dieudonné M’bala M’bala fiel ab 2000 mit antisemitischen Aussagen in seinen Bühnenshows auf und näherte sich dem Front National, den er zuvor bekämpft hatte. Er wurde mehrfach nach dem Loi Gayssot verurteilt, unter anderem für die Aussage, die Shoah sei eine „Pornografie der Erinnerung“. Am 26. Dezember 2008 ließ er Robert Faurisson in seiner Show auftreten. Auf der Bühne überreichte ein als Jude in KZ-Kleidung mit Judenstern verkleideter Mann Faurisson einen Preis für „Unbeirrbarkeit und Unverfrorenheit“. Dann führten Dieudonné und Faurisson einen antisemitischen Sketch auf. Dieudonné gibt seine Polemiken als Antizionismus aus.

### Italien
In Italien wurde der Altsprachen- und Philosophiestudent Carlo Mattogno in den 1970er Jahren zum Holocaustleugner. Ab 1985 veröffentlichte er zahlreiche pseudowissenschaftliche Schriften, darunter Der Mythos der Ausrottung der Juden und Der Gerstein-Bericht. Anatomie einer Fälschung. Er publiziert in den neofaschistischen Verlagen „Sentinella d'Italia“ und „Edizioni di Ar“, der VHO-Zeitschrift, Germar Rudolfs Verlag Castle Hill, im Grabert Verlag, auf den Websites AAARGH und Radio Islam von Ahmed Rami. Er verfasst mit seinem Bruder eine regelmäßige Rubrik für die rechtsextreme Zeitschrift Orion, die „Revisionismus“ als „Gegengeschichte“ zum „Exterminationismus“ (der Holocaustforschung) darstellt. Er gehört zum Beraterstab des IHR, gibt dessen Zeitschrift mit heraus und nahm 1989 und 1994 an dessen Jahrestagungen teil. Mit Jürgen Graf verfasste er von 1998 bis 2003 „Studien“ über Majdanek, Stutthof, Treblinka und Auschwitz. Seine Schrift Holocaust: Dilettanten in Gefahr (1996) versucht, Forscher wie Deborah Lipstadt pseudowissenschaftlich zu widerlegen.
Im Oktober 2001 trafen sich in Triest bekannte Leugner, Islamisten und Rechtsextreme zum Thema „Der Revisionismus und die Würde der Besiegten“. Neofaschisten vom Movimento Fascismo e Libertà (MSL) bereiteten das Treffen vor. Die Redner Fredrick Toben (Australien), Russ Granata, Robert Countess (USA) und Ahmed Rami (Schweden) benutzten die Terroranschläge am 11. September 2001 für antisemitische Angriffe auf Israel: Es wolle „den totalen Krieg“. Ohne Unterstützung der USA für Israel hätte es die Anschläge nicht gegeben. Der „angebliche Holocaust“ solle die proisraelische Haltung der USA rechtfertigen. Darum müssten die islamischen und arabischen Staaten „die Forschungsarbeit der Revisionisten“ gebührend beachten und fördern. Westliche Medien beachteten das Treffen kaum.
In Italien fanden öfter solche Leugnertreffen statt, weil die Behörden sie tolerierten und Holocaustleugnung bis 2016 nur bei aktiver Aufstachelung zum Rassenhass verfolgten. Ein Vorstoß von Justizminister Clemente Mastella von 2007, einen eigenen Tatbestand dafür einzuführen, wurde abgelehnt. 200 italienische Historiker unterzeichneten eine Petition dagegen. Nach weiteren Vorstößen beschloss das italienische Parlament im Juni 2016 mit Zweidrittelmehrheit ein Gesetz, wonach nachgewiesene holocaustleugnende Propaganda mit bis zu sechs Jahren Haft bestraft werden kann.

### Kroatien
Der spätere erste Präsident Kroatiens, Franjo Tuđman, publizierte 1988 das Buch Wastelands – Historical Truth. Darin behauptete er, im Holocaust seien höchstens 900.000 Juden ermordet worden. Die Ustascha habe höchstens 70.000 Serben getötet (historisch waren es um die 400.000). Damit verharmloste er auch die Massenmorde an kroatischen Juden und Roma im faschistischen Unabhängigen Kroatien und rechtfertigte eine staatliche Diskriminierung der zuvor gleichberechtigten Serben.
Kroatiens römisch-katholische Kirche beteiligt sich seit 1991 an Gedenkfeiern zum Massaker von Bleiburg, bei denen manche ihrer Priester straflos Nazis verehren und den Holocaust leugnen. Staatsbehörden decken dies, indem sie gesetzliche Verbote von Hassaufrufen gegen Minderheiten und Völkermordleugnung ignorieren.
Kroatische Geschichtsrevisionisten bestreiten vielfach die erwiesenen Massenmorde an mindestens 83.000 Serben, Juden und Roma im KZ Jasenovac. Die Regierung relativierte die Morde 2017 mit einer Tafel für Veteranen der Balkankriege 1991–1995, die sie an einer Wand des KZs anbringen ließ. Die Tafel trug die Inschrift Za dom spremni („Für die Heimat bereit“). Diese Parole hatten Ustascha-Faschisten im Zweiten Weltkrieg analog zum Hitlergruß benutzt. Nach monatelangen Protesten von Holocaustüberlebenden und Widerspruch von Historikern wurde die Tafel in einen Nachbarort verlegt.

### Polen
Trotz des traditionellen katholisch-polnischen Antisemitismus leisteten viele christliche Polen den Juden Polens in der NS-Zeit Beistand und Solidarität. Andere Polen nutzten die Lage zur Vorteilsnahme, denunzierten ihre jüdischen Mitbürger oder halfen den deutschen Besatzern beim Holocaust. Diesen Teil der NS-Zeit hatte das kommunistische Regime unter Władysław Gomułka ab den 1950er Jahren durch neue antisemitische Kampagnen und eine gezielte Nationalisierung der Holocausterinnerung verdrängt: In Schulbüchern war vom Mord an sechs Millionen Polen, nicht Juden, die Rede. Obwohl polnische Historiker ab 1981 dieser Geschichtsfälschung öffentlich widersprachen, blieb das nationalpolnische Narrativ nach 1989 präsent. 1998 stellten rechtsextreme Polen christliche Kreuze in der Gedenkstätte Auschwitz auf. Seither stellt der antisemitische Sender Nasz Dziennik von Tadeusz Rydzyk das Holocaustgedenken als Angriff auf das Martyrium christlicher Polen in der NS-Zeit dar und rechtfertigt polnische Kollaboration mit den Nazis mit einem angeblichen jüdischen Bolschewismus. 1999 bestritt der Historiker Dariusz Ratajczak einen Vernichtungsplan des NS-Regimes an den Juden. Er wurde dafür nach polnischem Gesetz als Leugner verurteilt, aber von Rechtsextremisten um Ryszard Bender und die Liga Polskich Rodzin unterstützt. Deren Radio Maryja behandelte im Januar 2000 die „Auschwitzlüge“. Polnische Holocaustüberlebende traten dem mit aufklärenden Filmen entgegen.
Das Gesetz über das Institut des Nationalen Gedenkens von 1998 verbietet Holocaustleugnung. Es wurde im März 2018 um einen Absatz ergänzt, der schon das Andeuten einer Mitverantwortung der polnischen Nation für den Holocaust, explizit den Ausdruck „polnische Todeslager“, mit bis zu drei Jahren Haft bedrohte. Der polnische Historiker Jan T. Gross, Holocaustüberlebende und die Regierungen Israels und der USA sahen darin den Versuch, die laufende Debatte über polnische Mittäter des Holocaust zu beenden und jene einzuschüchtern, die sie fortsetzten wollen. Gross’ Buch „Nachbarn“ über das Massaker von Jedwabne (Juli 1941) hatte die Debatte verstärkt, worauf polnische Staatsanwälte gegen ihn ermittelten. Zuvor waren Prozesse gegen Medien (auch deutsche) alle gescheitert, die versehentlich oder nachlässig von „polnischen Todeslagern“ geschrieben hatten. Der Verfassungsrechtler Tomasz Tadeusz Koncewicz sah den Gesetzeszusatz als ressentimentgeladene Geschichtspolitik, die eine nationalistische polnische Opferidentität staatlich festzuschreiben versuche. Im Juni 2018 entschärfte die polnische Regierung überraschend den Gesetzeszusatz und hob die Haftandrohung auf.

### Russland
In der Sowjetunion waren die im Holocaust ermordeten sowjetischen Juden kaum getrennt von den rund 27 Millionen sowjetischen Kriegsopfern betrachtet und ihre Gesamtzahl (bis zu 700.000) war stark verringert worden. Auch in der Russischen Föderation gab es keine spezifische Forschung zum Holocaust auf dem eigenen Staatsgebiet, anders als in den übrigen ehemaligen Ostblockstaaten. Auch darum wurde Russland bis zum Jahr 2000 zu einem Zentrum der international organisierten Leugnerszene.
Ein früher russischer Leugner war Konstantin Smirnow-Ostashwili, ein führender Politiker der antisemitischen Partei Pamjat. Anfang 1990 warf er Juden öffentlich einen angeblichen „Massengenozid am russischen Volk“ vor, bestritt die Shoa und propagierte eine „russisch-deutsche Allianz zum Ausradieren der ‚dunklen Kräfte‘ des Zionismus aus der Welt“. Wegen antisemitischer Gewaltaufrufe wurde er inhaftiert und im Oktober 1990 zu zwei Jahren Arbeitslager verurteilt. Im April 1991 beging er in der Haft Suizid.
Ein führender Leugner in Russland ist der antisemitische Nationalist Oleg Platonow. Er gehörte von 1997 bis 2002 zum Herausgeberteam des Journal of Historical Review des IHR. Er veröffentlichte Texte anderer prominenter Leugner in Russland, darunter die von Jürgen Graf (Schweiz) und Carlo Mattogno (Italien). In seinem eigenen Werk Verschwörung der Zionistischen Protokolle vertrat er auch Leugnerthesen. So reduzierte er die Gesamtzahl der jüdischen Holocaustopfer auf maximal 500.000 und wurde damit vom Leiter des IHR Mark Weber als „Spezialist“ zitiert. Platonow organisierte im Januar 2002 in Moskau ein zweitägiges internationales Leugnertreffen, unter anderen mit David Duke (USA), Jürgen Graf, Ahmed Rami (Marokko / Schweden) und Fredrick Thoben (Australien).
Die Leugnung wurde eine besondere Sparte der russischen Geschichtsschreibung, der sich dutzende russischsprachige Websites widmen. Die Website Nash sovremennik („Unsere Gegenwart“) behauptet etwa, das Holocaustthema sei unwichtig im modernen Russland, und jeder Hinweis darauf setze die Erfolge der Roten Armee im „Großen Vaterländischen Krieg“ gegen Nazideutschland herab. Historiker und Lehrer vertreten in populären Zeitungen, Russland habe nichts mit dem Holocaust zu tun, daher sei es unnötig, diesen an russischen Schulen und Hochschulen zu behandeln. Das Pamphlet Der Holocaust-Schwindel von Jürgen Graf wurde nach seiner Flucht nach Moskau (um 1998) auf Russisch veröffentlicht, auf vielen nationalistischen Websites angeboten und bis 2018 in rund 200.000 Kopien verbreitet. Übliche, auch in bekannten Verlagen wie Eksmo und Yauza verbreitete Leugnerthesen sind etwa: Auf sowjetischem Gebiet habe kein Holocaust stattgefunden. Nur wenige sowjetische Juden seien ermordet worden; die weitaus meisten seien nach Palästina und in die USA ausgewandert. Folglich habe es auch keine Vernichtungslager und Gaskammern gegeben. Russische Zionisten hätten die Judenvernichtung erfunden, um Juden anderer Länder einzuschüchtern.

### Schweiz
Der Schweizer Faschist Gaston-Armand Amaudruz gehörte zu den ersten und aktivsten Negationisten Europas. 1946 beschrieb er den Nürnberger Prozess als „Siegergeschichte“ mit angeblich gefälschten Aussagen und Beweisen. Man dürfe nicht vorschnell urteilen, was mit den Juden in der NS-Zeit geschehen sei. Bis 1949 erweiterte er diese Polemik zu einem Buch. Von da an verbreitete er viele holocaustleugnende Texte und versuchte, mit der Nouvel Ordre europeen (NOE) eine neofaschistische Internationale zu organisieren. Deutsche Leugner wie Thies Christopherson nahmen an deren Treffen teil. In seiner Zeitschrift Courrier du Continent und mit seinen Büchern propagierte Amaudruz eine Wiedergeburt der „weißen Rasse“. 2000 wurde er nach der Schweizer Rassismus-Strafnorm wegen Holocaustleugnung zu einer Haftstrafe verurteilt.
Der frühere Sprachlehrer Jürgen Graf wurde ab 1991 zum aktivsten Schweizer Leugner. Seine Mentoren waren Arthur Vogt und Gerhard Förster. 1993 publizierte Graf mit Robert Faurisson Der Holocaust-Schwindel, 1994 mit Carlo Mattogno Auschwitz. Tätergeständnisse und Augenzeugen des Holocaust. Er übersetzte Schriften anderer Leugner, darunter die von Ahmed Rami, und trat mehrmals beim IHR auf, wo er Kontakte zu sämtlichen prominenten Leugnern erhielt. Mit Vogt und Andreas Studer gründete er die Arbeitsgemeinschaft zur Enttabuisierung der Zeitgeschichte (AEZ) und gab deren Zeitschrift Aurora heraus. Ferner leitete er den inzwischen verbotenen Verein „Vérité et Justice“ (V&J), ein Schweizer Pendant zum IHR. 1995 wurde Graf in Deutschland, 1998 in der Schweiz zu Haft- und Geldstrafen verurteilt. Danach floh er zunächst in die Islamische Republik Iran, später nach Russland. Von dort aus organisierte er maßgeblich die für März 2001 in Beirut geplante internationale Leugnerkonferenz, die jedoch nach Protesten abgesagt wurde. Grafs Buch über den Holocaustforscher Raul Hilberg wurde 2000 von Germar Rudolfs Verlag, weitere Graftexte wurden von einschlägigen Leugner-Websites (VHO, IHR, Zündel, Russ Granata) in mehreren Sprachen als Downloads angeboten. Grafs Zeuge Wolfgang Fröhlich übersetzte sein erstes Buch ins Französische und erhielt darum 1999 in Frankreich eine hohe Geldstrafe.
Ein auch in Deutschland aktiver Schweizer Leugner ist Bernhard Schaub. Er gründete 2003 den VRBHV in Vlotho mit und leitete ihn bis 2008. 2006 redete er bei der Leugnerkonferenz in Teheran, 2010 bei Ivo Saseks Anti-Zensur-Koalition.

### Slowakei
Im Vorfeld der Trennung von Tschechien erklärten rechtsnationalistische Separatisten den Kriegsverbrecher Jozef Tiso zum Vorbild einer unabhängigen Slowakei. Dabei wurden auch der Holocaust und die Mitwirkung von Slowaken daran geleugnet.

### Spanien
Nach wie vor dem Tod des Diktators Francisco Franco († 1975) diente Spanien vielen strafverfolgten Alt- und Neonazis (etwa dem früheren Wehrmachtsoffizier Otto Ernst Remer) als Rückzugsort. Ab 1978 machte Pedro Varela Geiss den neonazistischen Círculo Español de Amigos de Europa (CEDADE) und seine Abteilung Centro de Estudios Historicos Revisionistas (CEHRE) mit zwei Verlagen (Nothung, Libreria Europa) zum internationalen Propagandazentrum für Holocaustleugnung. 1993 wurde der CEDADE aufgelöst, doch ihre Mitglieder setzten ihre Aktivitäten im Instituto de Estudios Sociales, Políticos y Económicos (IES) in Madrid fort.
Bis November 2007 war Holocaustleugnung in Spanien mit bis zu zwei Jahren Haft bedroht. Dann hob das spanische Verfassungsgericht das Strafgesetz dazu als unvereinbar mit der Meinungsfreiheit auf.

### Vereinigtes Königreich
Der erste nichtdeutsche Holocaustleugner war der Schotte Alexander Ratcliffe, ein protestantischer Antisemit. In seinem Pamphlet The Truth about the Jews (1943) spekulierte er, die britische Regierung sei von Juden gelenkt und brauche einen Hitler. Die deutschen KZ seien vom „jüdischen Geist“ erfunden, Leichenberge in Bergen-Belsen und anderswo seien in jüdischen Kinos gefälscht worden. Ende 1945 und 1946 behauptete er in seiner Zeitung Vanguard, „die Juden“ hätten den Holocaust erfunden. Britische Rechtsextremisten verbreiteten Ratcliffes Zitate weltweit. Erst 1998 wurden die Originaltexte wiederentdeckt.
Der britische Journalist Douglas Reed hielt Hitler für einen Agenten des Zionismus im Dienst der Wall Street und den Judenmord für vorgetäuscht. Auf Reeds These bezogen sich gern hitlerkritische Rechtsextremisten. Die rechtsextreme British National Party (BNP) sandte 1988 über 30.000 Exemplare ihres Rundbriefs Holocaust News an jüdische Gemeinden und Prominente: Darin wurde der Holocaust als „Mythos“ von Juden zur Ausbeutung der Völker dargestellt.
Der Hitlerbiograf David Irving hatte bis 1988 Hitlers Wissen vom Holocaust und Beteiligung daran bestritten. Als Gutachter für Ernst Zündel in dessen kanadischem Prozess sagte er auf Nachfrage, höchstens 100.000 jüdische Todesopfer in den NS-Lagern seien beweisbar. Später veröffentlichte er den Leuchter-Report und schrieb ein zustimmendes Vorwort. Seitdem traten Irving und Leuchter oft gemeinsam auf, so im April 1990 beim „Internationalen Revisionistenkongress“ in München. Dort erklärte Irving, in Auschwitz habe es „niemals Gaskammern gegeben“, die den „Touristen“ vorgeführten Gebäude seien „Attrappen“, für die der deutsche Staat „16 Milliarden Mark Strafe“ bezahlt habe. Irving nahm oft an Jahrestreffen der DVU teil.
Im Vereinigten Königreich ist die Holocaustleugnung nicht strafbar. Nachdem Deborah Lipstadt Irving als „einen der gefährlichsten Holocaustleugner“ bezeichnet hatte, klagte er sie 1996 der Verleumdung an und löste damit einen vierjährigen Prozess aus. Gerichtsgutachten von Richard J. Evans, Robert Jan van Pelt, Peter Longerich und anderen bewiesen den Holocaust, Hitlers führende Rolle dabei und den Vernichtungszweck der Gaskammern nochmals vor Gericht als unwiderlegbare Tatsachen. Der Londoner High Court of Justice entschied, Irving sei überhaupt kein Historiker, sondern ein Geschichtsfälscher, Lügner, Holocaustleugner und rechtsextremer Nazi-Polemiker, der viele rassistische und antisemitische Ansichten von Neonazis teile. Irving verlor 2001 auch das Revisionsverfahren. Im Februar 2006 wurde er in Österreich wegen einer früheren Leugnung zu drei Jahren Haft verurteilt, jedoch im Dezember nach Großbritannien abgeschoben. Er hat Einreiseverbot in mehreren Staaten, darunter Deutschland und Österreich.
Der BNP-Vorsitzende Nick Griffin ist ein wegen Rassenhass verurteilter rechtsextremer Leugner. Er stellte sich 2000 gegenüber Irving als der bessere Holocaustexperte dar und versuchte 2009, das Image des Leugners und Antisemiten abzustreifen, räumte aber zugleich ein, seine Ansichten wären nach EU-Recht strafbar.
Im Jahr 2000 in London erklärte der islamistische Hassprediger Omar Bakri Mohammed sechs Millionen Holocaustopfer zur Täuschung für zionistische Interessen. Die Nazis hätten höchstens 60.000 Juden im Krieg getötet. Die Erzählung des Holocaust sei voller Mythen und Lügen.
In einer Umfrage vom Januar 2019 erklärten fünf Prozent der befragten Briten (hochgerechnet 2,6 Millionen), der Holocaust sei nicht geschehen.

### Piusbruderschaft
Die Priesterbruderschaft St. Pius X. hatte sich 1970 vor allem wegen der Anerkennung des Judentums in der Konzilserklärung Nostra aetate von der römisch-katholischen Kirche getrennt. Ihr Gründer Marcel Lefebvre stand in der Tradition des Antimodernismus und war öfter mit antisemitischen Aussagen aufgefallen. Philippe Laguérie, hochrangiges Mitglied der Gruppe, stand dem Rechtsextremisten Jean-Marie Le Pen nahe und bezeichnete Thesen der Leugner Henri Roques und Robert Faurisson 1987 als „absolut wissenschaftlich“.
Lefebvre weihte im Juni 1988 gegen päpstliche Autorität vier Kleriker zu Bischöfen, darunter den Briten Richard Williamson. Dieser leugnete 1989 in einer Predigt in Kanada den Holocaust: Es sei kein einziger Jude in Gaskammern umgekommen. Das seien alles Lügen. Die Juden hätten den Holocaust erfunden, um die Anerkennung des Staates Israel von den Nichtjuden zu erpressen. 1991 führte er den zweiten Golfkrieg auf Juden in den USA zurück und zitierte zustimmend die Protokolle der Weisen von Zion: Juden heizten in allen Ländern Hass und Aufstände gegen die Regierungen an, um die Nichtjuden ihrer Weltherrschaft des Geldes zu unterwerfen. 2005 sprach er in einem Seminarbrief von „wissenschaftlichen Beweisen“, dass „gewisse berühmte Holocaust-Gaskammern“ nicht diesem Zweck gedient haben könnten. Am 19. Januar 2009 sagte er in einem Interview in Zaitzkofen (Schierling), dem Sitz der deutschen Sektion der Piusbrüder: Die historischen Beweise sprächen gegen sechs Millionen absichtlich ermordete Juden. Es seien höchstens 200.000 bis 300.000 Juden in deutschen KZs umgekommen, aber keiner in Gaskammern. Dazu berief er sich auf den Leuchter-Report. Wenige Tage zuvor hatte er dessen Herausgeber David Irving besucht.
Obwohl Williamsons Aussagen im Internet bekannt waren, nahm Papst Benedikt XVI. die vier Piusbischöfe am 21. Januar 2009 wieder in die katholische Kirche auf. Am selben Tag wurde Williamsons Interview in Schweden gesendet. Angesichts der heftigen internationalen Reaktionen bedauerte er seine Aussagen, ohne davon abzurücken. Im Mai 2009 bekräftigte er, Gott habe die Protokolle der Weisen von Zion den Menschen gegeben, damit sie die Wahrheit erkennen könnten. Er unterlief damit ein Verbot seines Vorgesetzten Bernard Fellay, sich zu Politik zu äußern.
Nach starken Protesten erinnerte Papst Benedikt am 28. Januar 2009 an seine früheren Auschwitzbesuche. Die Shoa müsse allen eine Mahnung gegen „das Vergessen, die Leugnung und den Reduktionismus“ sein. Bundeskanzlerin Angela Merkel sagte jedoch am 3. Februar 2009: „Wenn durch eine Entscheidung des Vatikan der Eindruck entsteht, dass der Holocaust geleugnet werden kann, darf dies nicht ohne Folgen im Raum bleiben.“ Daraufhin stellte der Vatikan am nächsten Tag klar, die Piusbischöfe seien nur wieder in die Kirche, nicht in Ämter aufgenommen worden. Williamson müsse sich absolut unmissverständlich von seiner Leugnung distanzieren. Diese sei dem Papst bei der Aufhebung der Exkommunikation nicht bekannt gewesen. Als Versöhnungsgeste besuchte der Papst am 12. Mai 2009 Yad Vashem, hielt aber an seiner Entscheidung fest und nahm keine Stellung zu möglichen Versäumnissen des Vatikans in der NS-Zeit.
2012 schloss die Piusbruderschaft Williamson, der nichts zurücknahm, und den italienischen Priester Floriano Abrahamowicz aus. Dieser hatte ebenfalls Gaskammern und Opferzahlen des Holocaust bezweifelt. Mehrere deutsche Gerichte verurteilten Williamson wegen Volksverhetzung zu einer Geldstrafe. Das Urteil wurde 2014 rechtskräftig. Der Europäische Menschenrechtsgerichtshof lehnte Williamsons Klage dagegen im Januar 2019 ab und erklärte die deutschen Urteile für rechtmäßig.
Eine katholisch-fundamentalistische Form der Leugnung vertritt auch der französische Sedisvakantist Vincent Reynouard in seinem Magazin Sans Concession.

## Nordamerika

### Kanada
In Kanada wurde 1986 durch eine Elternbeschwerde aufgedeckt, dass der Bürgermeister und Geschichtslehrer James Keegstra in Alberta den Holocaust im Schulunterricht seit Jahren als Übertreibung einer „jüdischen Lobby“ dargestellt, dabei antisemitische Leugnertexte als Quellen verwendet und Widerspruch negativ zensiert hatte. Er focht seine Entlassung an, das Verfassungsgericht hielt diese jedoch 1988 aufrecht.
Der ab 1957 in Kanada ansässige deutsche Neonazi Ernst Zündel hatte 1974 Christophersons Auschwitzlüge ins Englische übersetzt und ab 1976 über seinen Samisdat-Verlag viele weitere Leugner-Texte, Hitler-Reden und anderes Propagandamaterial in vielen Ländern verbreitet. 1980 verlegte er Richard Harwoods Schrift. 1981 versandte er weltweit kostenlos Tonkassetten mit Leugnervorträgen. Ein Gerichtsurteil zu 15 Monaten Haft auf Bewährung wegen der „Verbreitung falscher Nachrichten“ von 1985 wurde wegen Formfehlern aufgehoben. Den zweiten Prozess 1988 in Toronto nutzte Zündel für ein Großaufgebot von Leugnern als Zeugen. Fred Leuchter gab sich als Chemiker und Ingenieur für Hinrichtungstechniken aus und legte den später so genannten Leuchter-Report vor, um zu beweisen, dass es in den Vernichtungslagern Auschwitz und Majdanek keine Massenmorde mit Gas gegeben habe. Er wurde im Prozess als fachlich unqualifizierter Hochstapler überführt. Zündel wurde zu neun Monaten Haft verurteilt, aber 1992 freigesprochen, weil Kanadas Verfassungsgericht das dem Urteil zugrundeliegende Gesetz aufhob.
Bei und nach beiden Fällen wuchs neonazistische Hasspropaganda in Kanada stark an. In der Schulausbildung wurde der Holocaust kaum oder gar nicht behandelt. Viele Lehrer waren durch pseudorationale Leugnertexte verunsichert. Darum entwickelte die kanadische Sektion von B’nai B’rith einen Fortbildungskurs für Lehrer zum Thema, der als vorbildlich gilt.
Zündel verbreitete Holocaustleugnung über das Internet jahrelang ungehindert weiter. Dabei half seine Ehefrau Ingrid Rimland, die die Zundelsite von den USA aus betrieb. Sie war Antisemitin, die „den Stamm“ (die Juden) als heimliche Hintermänner Josef Stalins, dessen Massenmorden und Drahtzieher einer Neuen Weltordnung betrachtete. 1992 veröffentlichte Zündels kanadische Anwältin Barbara Kulaszka sämtliche Zeugenaussagen in Zündels Verlag. Das 900 Seiten starke Sammelwerk unter dem Titel Did six Million really die? wurde in viele Sprachen übersetzt und mehr als eine Million Mal verkauft.
1994 erließ der Oberste Gerichtshof von Kanada in einem Revisionsprozess ein Urteil, in dem der Holocaust als organisierte rassisch begründete Massenvernichtung geleugnet und die Judenverfolgung in den Zusammenhang des Kriegsgeschehens gerückt wurde. Antisemitische Propaganda wurde als Begründung dafür akzeptiert, dass Vertreter staatlicher Autorität wie die Polizei sich am Massenmord beteiligten.

### Vereinigte Staaten
In den USA bestritt der vor 1933 anerkannte Historiker Harry Elmer Barnes, ein Isolationist, ab 1945 zunächst die deutsche Kriegsschuld, ab 1965 auch Massenmorde des NS-Regimes. Ihm folgend wies David L. Hoggan in seiner Doktorarbeit „Der erzwungene Krieg“ (1961) die Schuld am Zweiten Weltkrieg Briten und Polen zu. Ab 1969 leugnete auch er den Holocaust (The Myth of the six million). Willis Carto veröffentlichte Hoggans Buch im Verlag der antisemitischen Liberty Lobby. Carto vertrat die These, jüdische Bankiers bedrohten das „Rassenerbe“ des weißen Westens; dieser hätte sich mit Hitler gegen den von Juden gelenkten Kommunismus verbünden sollen. Ab 1966 begann sein antisemitisches Monatsmagazin American Mercury Leugnertexte zu publizieren. Ab 1967 veröffentlichte Carto unter dem Pseudonym E.L. Anderson Paul Rassiniers Bücher.
Das 1979 von Carto und David McCalden gegründete IHR in Kalifornien war bis 1994 das wichtigste Leugnerzentrum weltweit. Als unabhängiges Bildungs- und Forschungsinstitut getarnt, betreibt es mit jährlichen Kongressen deren internationale Vernetzung und verbreitet ihre Schriften. Man beansprucht, als kritische Außenseiter zur NS-Zeit zu forschen, versucht aber durchweg, das NS-Regime zu rechtfertigen und den Holocaust zu widerlegen. 1979 versprach das IHR dem 50.000 Dollar, der die Gaskammern von Auschwitz schlüssig beweisen könne, ignorierte dann aber den gültigen Beweis, den der Auschwitzüberlebende Mel Mermelstein eingereicht hatte. Auf seine Klage hin urteilte das oberste kalifornische Gericht 1985 erstmals in den USA, der Holocaust sei unbestreitbar und bedürfe keines Beweises. Das IHR musste 90.000 Dollar an Mermelstein zahlen und sich öffentlich bei allen Holocaustüberlebenden entschuldigen.
Gleichwohl blieb das IHR aktiv. Zu den Leugnern darunter gehörten Altnazis, Neonazis und bis dahin unauffällige Personen. Neben den üblichen geschichtsrevisionistischen Thesen schrieb das IHR Josef Mengele und der SS noble, ehrenvolle Absichten zu und stellte den Nazismus als progressive, umweltbewusste Bewegung dar, der Juden als potentielle Verbündeten der Kommunisten zu Recht interniert und hingerichtet habe. Es heroisierte Hitler als selbstlosen Staatsmann, der als einziger der Gefahr des Kommunismus entgegengetreten sei. Es sagte US-Präsident Franklin D. Roosevelt eine Verschwörung zum Kriegseintritt der USA nach.
Der Leuchter-Report gab der pseudowissenschaftlichen Holocaustleugnung trotz mehrfacher Widerlegung einen Schub. Leuchter veröffentlichte nach 1988 drei weitere Berichte der gleichen Machart, die auch die Judenmorde in anderen Vernichtungslagern zu bestreiten versuchten. Er trat öfter bei internationalen Leugnertreffen auf und wurde 1993 in Deutschland nach einem Talkshow-Auftritt festgenommen, konnte aber in die USA fliehen. Rudolf, Leuchter und Faurisson veröffentlichten 2005 eine „kritische Ausgabe“ der vier „Gutachten“, die bis 2012 dreimal neu aufgelegt wurde. Diese Leugnungsversuche fanden jedoch weniger Beachtung.,
Carto arbeitete mit dem Antisemiten und schwarzen Nationalisten Robert Brock zusammen und veröffentlichte dessen Leugnerschrift The Holocaust Dogma of Judaism. Brock gründete 1992 die Gruppe United for Holocaust Fairness, veranstaltete eine Konferenz und beteiligte sich 1993 als einziger Afroamerikaner an Protesten gegen das United States Holocaust Memorial Museum (USHMM). Er war öfter Gastredner bei der DVU in München und beriet Khalid Mohammed von der Nation of Islam. Auch dieser leugnete den Holocaust oder gab Juden die Schuld daran wie auch am Sklavenhandel. Zwischen weißen und afroamerikanischen Leugnern kam es zu wechselseitigen Kontakten.
Gary Lauck, Gründer der NSDAP-Aufbauorganisation, leugnete den Holocaust und sagte einmal, Hitler sei noch zu human gewesen. Er wurde 1976 in Deutschland als Volksverhetzer verurteilt, setzte seine Leugnerpropaganda aber von den USA aus fort. Der frühere Ku-Klux-Klan-Führer David Duke wurde um 1988 durch Kontakte zum IHR zum Leugner und begann dann eine Politikerkarriere. 1990 erhielt er als Kandidat der GOP für das Senatorenamt in Louisiana 60 Prozent der weißen Wählerstimmen. Nach Verbüßen einer Haftstrafe (2004) zog er in die Ukraine und verstärkte seine antisemitische Leugnertätigkeit.
Der neue IHR-Leiter Mark Weber proklamierte 1995, Holocaustleugnung sei im Kampf gegen die überlegene „jüdisch-zionistische Macht“ eher hinderlich. Darauf trennten sich langjährige Mitarbeiter wie Robert Faurisson und Bradley Smith vom IHR. 2002 stellte es sein Monatsjournal ein und pflegt heute vor allem seine Webpräsenz. 2004 hielten das IHR, das Adelaide Institute und das European American Culture Council eine gemeinsame Konferenz für den in Deutschland angeklagten Ernst Zündel ab, an der viele prominente Leugner teilnahmen, darunter Horst Mahler.
Da die Rechtslage in den USA Holocaustleugnung als freie Meinungsäußerung erlaubt, konnten Leugner ihre Thesen zeitweise als vermeintliche Forschung in Universitäten und akademische Diskurse einschleusen. Dazu gründeten die IHR-Vertreter Mark Weber und Bradley Smith 1987 das Committee for Open Debate on the Holocaust (CODOH). Ab 1991 startete das CODOH eine Anzeigenkampagne in Universitätszeitungen der USA mit dem Anspruch, ein angebliches Forschungstabu zum Holocaust zu brechen und eine „offene Debatte“ darüber herbeizuführen. Anfangs debattierten die Universitäten, ob man die Anzeigen verfassungsrechtlich abdrucken müsse oder dies ablehnen könne. Von 2000 bis 2003 gab Smith die Zeitschrift The Revisionist heraus, die Germar Rudolf dann übernahm, aber 2005 einstellte. 2009 trennte sich Weber vom CODOH, um das IHR auf einen moderateren politischen Kurs zu bringen. Smith trat damals mit dem holocaustleugnenden Film El Gran Tabu („Das große Tabu“) bei einem Festival in Mexiko auf. Die seriös aufgemachte Webseite von CODOH ist bis heute eine wichtige Anlaufstation für Leugner weltweit.
Am 1. Februar 2007 griff der Leugner Eric Hunt den Holocaustüberlebenden Elie Wiesel in San Francisco körperlich an. Hunt wollte ihn zwingen, sich stellvertretend für alle Juden zum Lügner zu erklären. Er wurde zu zwei Jahren Haft verurteilt und setzte seine Leugnertätigkeit danach fort. Der Leugner James von Brunn erschoss im Juni 2009 einen Wachmann des USHMM. Er begründete den Angriff mit seinem Buch Kill the Best Gentiles von 1999. Darin hatte er sich unter anderem auf David Irving bezogen. Brunn starb in Untersuchungshaft. Robert Bowers, der am 27. Oktober 2018 bei seinem Attentat in der Tree-of-Life-Synagoge in Pittsburgh 2018 elf jüdische Menschen tötete, hatte zuvor im Netzwerk Gab ständig antisemitische Kommentare gepostet, darunter Holocaustleugnung.
Eine unklar formulierte Umfrage des Roper-Instituts von 1992 ergab zunächst, dass 22 Prozent der Befragten das Faktum des Holocaust bezweifelten. In zwei Umfragen von 1994 mit korrigierter Frageform („Erscheint es Ihnen möglich, dass die Judenvernichtung der Nazis nie geschah, oder sind Sie sicher, dass sie geschah?“) waren es nur noch ein Prozent.

## Naher und Mittlerer Osten
Im arabischen Raum tauchten nach Kriegsende 1945 tausende Holocausttäter unter und fanden oft neue gut bezahlte Beschäftigung als Berater und Aufbauhelfer von Geheimpolizeien und Propagandamedien. So erlebte die NS-Ideologie mitsamt der Holocaustleugnung in der Nahostregion eine zweite Blütezeit. Diese verstärkte sich als Reaktion auf den Nahostkonflikt, die deutschen Reparationen an Israel und den Eichmann-Prozess 1961 in dem Maß, wie der Holocaust für jüdische Identität und westlichen Diskurs wichtiger wurde. Ab 1978 übernahmen arabisch-islamische Israelfeinde scheinwissenschaftliche Thesen europäischer und amerikanischer Leugner in ihren Gesellschaftsdiskurs.
Bis zum Jahr 2000 ließen die meisten arabischen Staaten das Thema Holocaust und NS-Zeit im Schulunterricht kaum oder gar nicht behandeln und lehnten Erziehungsprogramme dazu ab. Einige arabische Staatssender produzieren und senden antisemitische Fernsehserien, doch alle arabischen Staaten verbieten international renommierte Filme zu NS-Verbrechen. Hauptgrund ist die gesellschaftlich tief verankerte Feindschaft zu Israel.

### Ägypten
In Ägypten stellten Politiker und Medien ab 1950 wie deutsche Rechtsextremisten die Berechtigung israelischer Ansprüche an Deutschland in Frage. Dabei ignorierten sie den Holocaust, verzerrten den historischen Verlauf der Judenverfolgung und führten die Reparationen auf jüdische Vorwürfe gegen Hitler, nicht die nazistische Vernichtungspolitik zurück. Ein Dekan der Azhar-Universität leugnete 1953 indirekt den Holocaust, indem er die Vertreibung der Palästinenser (Nakba) durch jüdische Siedler als die viel größere Katastrophe darstellte. Nach der Sueskrise forderte Ägypten, die Bundesrepublik müsse die Reparationen an Israel einstellen, weil sie dessen Wirtschaft stabilisiert und militärische Übergriffe ermöglicht hätten. Darum wuchs das Interesse daran, den Holocaust als Basis israelischer Ansprüche zu verkleinern oder zu leugnen.
Das von Staatspräsident Gamal Abdel Nasser 1959 eingerichtete Studienzentrum zum Zionismus beschäftigte auch Altnazis wie Johann von Leers, einen früheren Goebbels-Mitarbeiter, als Propagandaexperten. Sie machten Holocaustleugnung zum Bestandteil arabischer Medienpropaganda.
1996 besuchte der in Frankreich angeklagte Leugner Roger Garaudy Ägypten und wurde dort zum Ehrenmitglied der Schriftstellervereinigung ernannt. 1998 bot Ägyptens Kulturminister Farouk Hosny ihm einen Staatsempfang bei der Kairoer Buchmesse und eine große Bühne.
Die zweite Intifada ab 2000 und die Terroranschläge am 11. September 2001 verstärkten diesen Trend. Im Mai 2002 erschien in der staatlichen Tageszeitung Al-Akhbar unter dem Titel „Verflucht für immer und ewig“ ein langer antisemitischer Hetzartikel: Allah habe die Juden vom Anfang bis Ende der Schöpfung verflucht. Viele französische Studien hätten bewiesen, dass der Holocaust nur Fälschung, Lüge, Betrug sei. Hitler sei völlig unschuldig dessen, was Juden ihm vorwürfen. Die ganze Sache sei nichts als ein riesiger Plan Israels, um Deutschland und die Länder Europas auszubeuten. Er beklage sich bei Hitler, „vom Grunde meines Herzens, 'hättest du es [den Holocaust] doch nur getan, Bruder, wäre es doch wirklich geschehen, damit die Welt von ihrer Bosheit und Sünde erlöst aufatmen könnte.“

### Saudi-Arabien und Syrien
Das Tagebuch der Anne Frank ist in Saudi-Arabien verboten. Dort wird die Opferzahl des Holocaust offiziell als jüdische Übertreibung dargestellt. In Schulbüchern Syriens wurde noch im Jahr 2000 der Holocaust geleugnet, relativiert und zu Hass und Mord auf Juden aufgerufen. Auch manche staatlich geförderten Forschungsinstitute publizieren Holocaustleugnung.
Vertreter der Muslimbrüder wie Mohammed Mahdi Akef übernahmen 2006 von den in Iran auftretenden Leugnern die These, die Gaskammern seien nur zur Desinfektion da gewesen.

### Libanon und Jordanien
Das Tagebuch der Anne Frank war lange Zeit im Libanon verboten. Der jordanische Hochschullehrer Ibrahim Alloush plante für März 2001 in Beirut mit Jürgen Graf und dem IHR eine internationale Leugnerkonferenz zum Thema „Revisionismus und Zionismus“. Sie sollte europäische, islamisch-arabische und amerikanische Leugner mit dem gemeinsamen Feindbild Israel zusammenbringen. Als Redner vorgesehen waren Roger Garaudy, Henry Roques, Horst Mahler, Fredrick Toben, Mark Weber und Oleg Platonow. Mahlers Vortrag trug den Titel „Endlösung der Judenfrage“. Als Libanons Regierung die Konferenz verbot, wollten die Veranstalter nach Amman ausweichen, doch auch Jordanien verbot das Treffen. Alloush konnte jedoch mit dem jordanischen Schriftstellerverband eine Tagung zum Thema „Revisionismus“ durchführen. Dort kündigte er an, ein Arab Committee of Historical Revisionism zu gründen. Anschlusstreffen fanden in Triest (Oktober 2001) und Moskau (Januar 2002) statt.
Die im Libanon tätige Terrororganisation Hisbollah vertritt einen radikalen Antisemitismus. Ihre Vertreter leugnen meist das Ausrottungsziel des Holocaust, manche bestreiten sein Ausmaß.

### Palästinensergebiete
Der arabische UN-Vertreter für Palästina Issa Nakhleh war ein enger Vertrauter des Muftis und Holocausthelfers Mohammed Amin al-Husseini († 1974). Er schrieb 1978 an US-Präsident Jimmy Carter und Ägyptens Staatschef Anwar as-Sadat: „Der Schwindel der sechs Millionen Juden, die angeblich in Europa starben, wurde von den Zionisten benutzt, um Sympathie für die jüdische Besetzung der Heimat Palästina zu gewinnen.“ Das sollte das damals verhandelte Camp-David-Abkommen erschweren.
Der Fatah-Vertreter Mahmud Abbas schrieb 1982 in Moskau eine Doktorarbeit über Kontakte zwischen dem NS-Regime und führenden Zionisten. Sie erschien 1984 als Buch, dessen Titel eine „geheime Beziehung zwischen Nationalsozialismus und Zionismus“ behauptete. Darin beschuldigte Abbas die Zionisten, sie hätten die deutschen Juden gegen das NS-Regime aufgestachelt, um dessen Hass und Rache zu erzeugen und Massenvernichtung auszuweiten. Nach dem Krieg habe man verbreitet, dass sechs Millionen Juden unter den Opfern seien und der Vernichtungskrieg primär ihnen galt. In Wahrheit kenne niemand die Opferzahl, es könnten auch unter einer Million Juden gewesen sein. Die Zionisten hätten den Nazis jede Behandlung der Juden erlaubt, die deren Auswanderung nach Israel garantierte. Dann lobte und referierte er Robert Faurissons „wissenschaftliche Arbeit“ zu Gaskammern. Nach westlicher Kritik rückte er ab 1995 davon ab und betonte mehrfach, er leugne den Holocaust nicht.
Einige palästinensische Akademiker und Amtsträger bestritten den Holocaust oder sein Ausmaß öffentlich:
- Hassan al-Agha, Islamische Universität Gaza, 1997: „Die Juden sehen es [den Holocaust] als profitables Mittel, also blasen sie die Opferzahlen ständig auf…“
- Seif ali al-Jarwan, Al Hayat al-Jadida, 1998: „Sie heckten schreckliche Geschichten von Gaskammern aus, die Hitler benutzte, sagen sie, um sie lebendig zu verbrennen…“ Dies wie auch Pressefotos davon seien „eine bösartige Erfindung der Juden“.
- Ikrimeh Sabri, Mufti von Jerusalem, The New York Times, März 2000: „Wir glauben, die Zahl von sechs Millionen ist übertrieben. Die Juden benutzen das Thema auf viele Weisen, um die Deutschen finanziell zu erpressen.“[287]
- Issam Sissalem, palästinisches Fernsehen, 29. November 2000: „Und natürlich sind das [Holocaustberichte] alles Lügen und unbegründete Behauptungen. Kein Chelmno, kein Dachau, kein Auschwitz! Das waren Desinfektionsplätze.“ Die Juden hätten nach 1945 ihre Verfolgung, Ermordung und Ausrottung propagiert, um „diese fremde Einheit als Krebs in unser Land einzupflanzen“.[288]
- Hiri Manzour, Al-Hayat Al-Jadida, 13. April 2001: „Die Fabel des Holocaust“: „Die jüdischen Verteidiger des Holocaust fürchten ständig, dass sich die Aufmerksamkeit von der Holocaustfabel zum besonderen historischen Holocaust an den Palästinensern verschiebt. Und ist es nicht inzwischen offenkundig, dass die Opfer des Holocaust ihn selbst geschaffen haben?“[289] „Die Zahl von sechs Millionen in Auschwitz eingeäscherten Juden ist eine Lüge von Juden für ihre internationale Werbekampagne.“[290]

Weil solche Aussagen scharfe Reaktionen hervorrufen, erscheinen sie selten in PNA-Medien. Weit öfter werden die NS-Verbrechen mit Israels Aktionen gleichgesetzt und so der Holocaust verharmlost.
Als die Palästinensische Autonomiebehörde (PNA) das Thema Holocaust 2000 in ihre Schulpläne aufzunehmen bereit war, wies die Arabische Liga das strikt zurück. Im Jahr 2014 führte der palästinensische Professor Mohammed Dajani im Rahmen eines Geschichtsprojekts gegen Holocaustleugnung eine Studienreise mit 28 Studenten der Al-Quds-Universität nach Auschwitz durch. Nach seiner Rückkehr verlangten seine Fakultät und die PNA seine Entlassung, weil er mit der Reise angeblich einen „Verrat“ und „Ausverkauf an die Juden“ begangen habe, statt mit seinen Studenten die Nakba zu studieren.
In zwei Reden von 2018 vor der PNA vertrat Abbas erneut antisemitische Geschichtsfälschung: Das Sozialverhalten europäischer Aschkenasim, besonders der Geldverleih, habe den Holocaust verursacht; sie seien keine Nachfahren der Israeliten; Hitler habe ihre Auswanderung mit dem Ha’avara-Abkommen finanziell ermöglicht; Israel sei von europäischen Kolonialisten, nicht Juden, in arabisches Gebiet „eingepflanzt“ worden.
Der Hamas-Prediger Yusuf al-Qaradawi leugnet, verkleinert oder rechtfertigt den Holocaust in seinen Reden oft, stellt ihn als Beweis für einen hasserfüllten Charakter der Juden und als Gottes gerechte Strafe dafür dar. Abd al-Aziz ar-Rantisi schrieb 2003 in der Wochenzeitung der Hamas: Der Holocaust sei „die größte der von den Juden verbreiteten Lügen“. Falls es ihn gegeben habe, dann seien die Juden seine wahren Urheber und Täter. Es sei kein Geheimnis mehr, dass die Zionisten hinter dem Judenmord der Nazis gestanden hätten, um andere Juden zur Auswanderung nach Palästina zu zwingen.

### Israel
Arabische Israelis boykottierten ein 2005 gegründetes privates Holocaustmuseum des Rechtsanwalts Khalid Mahameed in Nazareth fast völlig. Nach repräsentativen Umfragen des Soziologen Sammy Smooha im Jahr 2006 lehnten 28 Prozent der befragten arabischen Israelis die Umfrageaussage „Ich glaube, es gab einen Holocaust, in dem die Nazis Millionen von Juden ermordeten“ ab. Trotz verstärkter historischer Aufklärung stieg dieser Anteil bis zum Jahr 2009 auf 40,5 Prozent. Bei israelischen Palästinensern mit Hochschulbildung lag der Anteil bei 37,1 Prozent, bei Beduinen des Negev bei 56,4 Prozent.

### Iran
Irans Regierungen vertreten seit der islamischen Revolution 1979 einen radikalen Antizionismus, etwa mit Aufrufen, den „zionistischen Krebs“ von diesem Planeten auszuradieren. Im Mai 2000 schrieb die Tehran Times, der Holocaust sei „eine der größten Betrügereien des 20. Jahrhunderts“. 2001 sagte Irans oberster Geistlicher Ali Chamene’i: „Es gibt Beweise, dass die Zionisten enge Bande zu den deutschen Nazis hatten und alle Angaben zu den Judenmorden übertrieben, um die öffentliche Meinung für sich einzunehmen, den Weg für die Besetzung Palästinas zu ebnen und die zionistischen Verbrechen zu rechtfertigen.“ Staatspräsident Ali Akbar Hāschemi Rafsandschāni erklärte 2001 im iranischen Radio, private Nachforschungen hätten ihn überzeugt, dass Hitler nur 20.000 Juden ermordet habe.
Sein Nachfolger Mahmud Ahmadineschad bezeichnete den Holocaust ab 2005 wiederholt als „Mythos“ und „zionistische Propaganda“ und machte die Leugnung zur staatlichen Kampagne. Bei seiner ersten Auslandsreise in Saudi-Arabien 2005 sagte er: „Einige europäische Staaten bestehen darauf zu sagen, Hitler habe Millionen unschuldiger Juden in Öfen getötet…“ Er akzeptiere das nicht, aber falls es wahr sei, müssten die Europäer ehrlicherweise „einige ihrer Gebiete in Europa – wie in Deutschland, Österreich oder anderen Staaten – den Zionisten geben, so dass diese ihren Staat in Europa errichten können“. Zudem verteidigte er das Recht von Leugnern, ihre Thesen zu publizieren. Gegen internationale Proteste bestritt Irans Regierung, dass er den Holocaust geleugnet habe.
In einem Spiegel-Interview 2006 stellte Ahmadineschad den Holocaust und Israels Existenzrecht in Frage. Falls der Holocaust in Europa geschehen sei, müssten „die Juden“ dorthin zurückkehren, statt die Palästinenser dafür zu bestrafen. Das deutsche Volk sei heute schuldlos und dürfe nicht unbestimmte Zeit lang „die Geisel der Zionisten“ sein. Europas Regierungen verböten freie Forschung zum Holocaust. Konträre Forschermeinungen (gemeint waren inhaftierte Leugner) seien ergebnisoffen zu prüfen. Von 60 Millionen Kriegsopfern dürften nicht nur „die Juden“ „im Mittelpunkt“ stehen.
In Reaktion auf die dänischen Mohammed-Karikaturen veranstaltete ein staatliches Institut die Holocaustleugnungskonferenz in Teheran 2006 mit mehr als 60 bekannten Leugnern. Irans Außenminister Mohammed Dschawad Sarif machte zu Beginn den Zweck klar: Werde die „offizielle Version“ des Holocaust in Zweifel gezogen, so werde auch die „Identität und Natur Israels“ zweifelhaft. Alle Redner stellten den Holocaust in Frage und beschuldigten Israel, ihn für seine Interessen grob manipuliert zu haben. Organisator und Ideengeber der Konferenz war Mohammad-Ali Ramin, der zuvor 17 Jahre in Deutschland gelebt und dort enge Kontakte zu Neonazis und türkischen Islamisten der Leugnerwebseite Muslim-Markt geknüpft hatte. Die Einladung richtete sich gezielt an in Europa strafverfolgte, auch atheistische Leugner, von denen einige zuvor in Iran Zuflucht gefunden hatten. 2012 strahlte das iranische Staatsfernsehen am 19. April, dem israelischen Gedenktag für die Opfer der Shoa, zehn Zeichentrickfilme aus, die den Holocaust leugneten.
2010 sagte Großayatollah Naser Makarem Shirazi, eine der höchsten geistlichen Autoritäten Irans, der Holocaust sei „nichts als Aberglaube […] Die Wahrheit über den Holocaust ist nicht klar. Und immer, wenn Forscher herausfinden wollen, ob er tatsächlich stattgefunden hat oder ihn die Juden bloß erfunden haben, um sich als Opfer hinzustellen, stecken sie die Forscher ins Gefängnis“.
Im September 2013 rückte Außenminister Sarif auf Twitter von Ahmadineschad ab: Iran habe nie den Holocaust geleugnet. Der Mann, der es getan habe bzw. so wahrgenommen worden sei, sei nun fort. Folgende Wettbewerbe zu Holocaustkarikaturen schrieb er einer nichtstaatlichen Privatorganisation zu.
Bei einem Treffen mit EU-Vertretern 2013 setzte er „das von den Nazis verübte Massaker an den Juden“ und „das von den Zionisten verübte Massaker an den Palästinensern“ gleich. Der neue Staatspräsident Hassan Rohani antwortete auf die Interviewfrage, ob er den Holocaust für einen Mythos halte: Als Nichthistoriker könne er zur „Dimension historischer Ereignisse“ nichts sagen. Staatsoberhaupt Ali Chamene’i stellte den Holocaust 2014 erneut in Frage. Im selben Jahr lud Iran die Leugner Ahmed Ramin, Claudio Moffa, Front-National- und BDS-Vertreter zu einer weiteren antiisraelischen Konferenz ein. 2016 sagte Rafsandschani seinem deutschen Besucher Stephan Weil: Vielleicht seien sechs Millionen Juden in der NS-Zeit umgekommen, das sei jedoch nichts im Vergleich zu 20 Millionen Toten und acht Millionen Vertriebenen seit Israels Gründung. Nach Widerspruch brach er das Treffen ab. Holocaustleugnung und Israelfeindschaft gelten daher als Konstanten der iranischen Politik seit 1979.

### Türkei
In der Türkei erschien 1971 das holocaustleugnende Buch des ungarischen Nationalisten Louis Marschalko Die Welteroberer in türkischer Sprache, 1983 seine zweite Auflage. 1995 publizierte Adnan Oktar unter dem Pseudonym Harun Yahya Die Genozidlüge, eine auf europäische Leugner gestützte pseudowissenschaftliche Schrift. 1998 erschien die türkische Übersetzung von Roger Garaudys Gründungsmythen der israelischen Politik. Türkische Islamisten führten den Prozess gegen Garaudy in Frankreich auf eine „jüdische Lobby“ zurück, die jede Kritik an Israel unterdrücke. Auf Leserkritik daran verwiesen sie auf die Leugnerwebseite von CODOH. Die bekannte Autorin Alev Alatlı pries die Redner der iranischen Leugnerkonferenz von 2006 als „berühmte Akademiker“ und verteidigte das IHR. Ein Kolumnist der Tageszeitung Akşam fragte rhetorisch, ob ein Plan für einen Völkermord, in dem Israel das größte Opfer sei, wirklich denkbar sei, oder ob das ein von Hollywood ausgeheckter „Mythos“ sei. Dann referierte er die Argumente der Leugner und charakterisierte sie als Helden der Wahrheit, die Verfolgung mutig entgegentreten.

## Ferner Osten

### Australien und Neuseeland
Australiens führender Holocaustleugner ist der in Deutschland geborene Philosoph Fredrick Toben. 1998 gründete er das Adelaide Institute, das Holocaustleugnung unter wissenschaftlichem Deckmantel betreibt. Er arbeitet eng mit dem IHR in den USA zusammen. Im April 1999 wurde Toben in Deutschland wegen des Imports von holocaustleugnenden Schriften zu zehn Monaten Haft verurteilt, jedoch nach sieben Monaten Untersuchungshaft gegen eine Geldstrafe freigelassen. Material seiner Internetseite wurde 2001 als Verstoß gegen den australischen Racial Hatred Act von 1995 verurteilt. Er nutzte diese Vorgänge für eine Autobiografie, um sich international als Leugner bekannt zu machen.
Im Dezember 1999 hielt Toben in Iran holocaustleugnende Vorträge, über die iranische Zeitungen zustimmend berichteten. Im März 2001 sollte er bei jener Leugnerkonferenz in Beirut reden, die Libanons Regierung verbot. 2003 lud Iran Toben als Redner zu einer antizionistischen Konferenz ein, wo er den Holocaust leugnete und zugleich Israels Politik in den besetzten Gebieten Palästinas als Holocaust bezeichnete.
2003 zeigte das linksgerichtete Melbourne Underground Film Festival Filme von David Irving und Robert Faurisson. Deren Artikel oder Aufsätze wurden in linksradikalen Magazinen wie Nexus nachgedruckt.
Weitere australische Leugner sind Michèle Renouf und Richard Krege. Die League of Rights tarnt sich als Menschenrechtsgruppe, vereint aber tatsächlich australische Rassisten und Antisemiten und hat Einfluss weit über enge rechtsextreme Zirkel hinaus. Sie organisierte in den 1990er Jahren Vortragsreisen für bekannte Leugner durch Australien und vertreibt deren Schriften. Ihr Vorsitzender John Bennett bezeichnet den Holocaust als „gigantische Lüge“ für israelische Interessen. Eine ähnliche League of Rights besteht auch in Neuseeland.
Der muslimische Konfliktforscher Joel Hayward erhielt an der University of Canterbury 1993 einen Master of Arts für eine Arbeit, die Thesen von Leugnern positiv darstellte und deren Schlussfolgerungen zum Teil übernahm. Nach Kritik prüfte eine Kommission die Arbeit und stellte viele Fehler darin fest, worauf die Universität sich öffentlich entschuldigte.

### Japan
In Japan waren nach Kriegsende die Internierung von Juden und Beteiligung von Japanern am Holocaust verdrängt worden. Nach vielen antisemitischen Büchern (ab 1980) tauchte im Umfeld von IHR-Anhängern ab 1990 auch Holocaustleugnung auf Japans Medien- und Buchmarkt auf.
Damals verfasste der Arzt Nishioka Masanori den Artikel Das größte Tabu der Nachkriegsgeschichte: Es gab keine Nazi-Gaskammern. Er bestritt Belege für einen systematischen Judenmord, deutete „Endlösung“ als Umsiedlungsplan und behauptete, die Alliierten hätten die Holocaustzeugnisse nach dem Krieg hergestellt. Er bot den Text jahrelang mehr als 60 Zeitschriften an. 1994 nahm der Chefredakteur des Monatsmagazins „Marco Polo“ den Text an, publizierte ihn aber erst Anfang Februar 1995 kurz nach dem Jahrestag der Befreiung von Auschwitz. Einleitend fragte er, warum das angebliche Tabu „geheim gehalten“ werde und die japanische Presse nichts darüber berichte.
Jüdische Verbände inner- und außerhalb Japans übten starke Kritik. Das Simon Wiesenthal Center in Los Angeles rief zum Boykott des Verlags auf. Er verlor seine Anzeigenkunden und musste das Magazin einstellen. Verlagsleiter und Chefredakteur wurden entlassen. Infolge der Affäre publizierten japanische Verlage öfter seriöse Bücher zur NS-Zeit und jüdischen Themen und verbannten Leugnerschriften. Zugleich bestätigte der erfolgreiche Druck jüdischer Verbände antisemitische Klischees. Im Internet setzten japanische Leugner ihre Aktivität fort. Der gekündigte Chefredakteur übernahm eine rechtsextreme Zeitschrift, die statt der „Auschwitzlüge“ die „Nanking-Lüge“ als Form des japanischen Geschichtsrevisionismus verbreitet.
Masami Uno, ein antiamerikanischer und antizionistischer Autor, erklärte den Holocaust zur Erfindung, die USA zur „jüdischen Nation“ und das Tagebuch der Anne Frank zu einer Lügensammlung. Er bestritt damit auch Israels Existenzrecht sowie japanische Kriegsverbrechen im Zweiten Weltkrieg und Kriegsschuld.

## Weiterführende Informationen